# Emma Goldman
Emma Goldman (Kaunas, Imperi Rus, 27 de juny del 1869 - Toronto, Canadà, 14 de maig del 1940) fou una anarquista coneguda pel seu activisme, escrits i discursos. Va tenir un paper fonamental en el desenvolupament de la filosofia anarquista de la primera meitat del segle xx a l'Amèrica del Nord i Europa i introduí idees feministes en el pensament anarquista. D'origen lituà, el 1885 va emigrar a Nova York (Estats Units), on va conèixer l'anarquisme i va esdevenir part del creixent moviment anarquista després de la revolta de Haymarket. A Nova York, Goldman esdevé una assagista de renom i escriptora de filosofia anarquista i anticapitalista, i redacta articles sobre l'emancipació de la dona, problemes socials i lluita sindical. Ella i el també escriptor anarquista Alexander Berkman, el seu amant i company de tota la vida, van planejar l'assassinat de Henry Clay Frick, empresari que s'enfrontava a la Vaga de Homestead de 1892, com un acte de propaganda pel fet. Encara que Frick va sobreviure a l'atac, Berkman va ser condemnat a vint anys de presó. Goldman va ser arrestada diverses vegades per "encoratjar motins" i per la distribució il·legal d'informació sobre l'anticoncepció. El 1906, Goldman va fundar el diari anarquista Mother Earth (Mare Terra).
El 1917, Goldman i Berkman van ser condemnats a dos anys de presó per conspirar per "induir les persones a defugir" el servei militar obligatori, que s'havia establert recentment als Estats Units. Després de ser alliberats de la presó, van ser detinguts una altra vegada —juntament amb centenars d'altres progressistes— i, d'allà, Emma va ser deportada a Rússia durant la Revolució Soviètica. Inicialment, simpatitza amb la revolució bolxevic, però ràpidament expressa la seva oposició a l'ús de la violència per part dels soviets i la repressió de les veus independents. El 1923, escriu sobre les seves experiències entre els bolxevics, que formen el llibre My Disillusionment in Russia (La meva desil·lusió amb Rússia). Passà uns anys a Anglaterra, Canadà i al sud de França, on escrigué la seva autobiografia Living My Life (Vivint la meva vida). A l'inici de la Guerra Civil espanyola, el 1936, amb més de 60 anys, viatja a Espanya per donar suport a la revolució anarquista.
Al llarg de la seva vida, Goldman va ser celebrada pels seus admiradors com a lliure pensadora i "dona rebel", i ridiculitzada pels seus oponents com a defensora de l'assassinat de polítics i de revolucions violentes. Els seus escrits i conferències abasten una gran varietat de temes, incloent-hi el sistema penitenciari, l'ateisme, la llibertat d'expressió, el militarisme, el capitalisme, el matrimoni i l'emancipació de la dona. A més, va desenvolupar noves maneres d'incorporar polítiques de gènere en l'anarquisme.
Després de dècades de foscor, en la dècada del 1970, la vida i obra d'Emma Goldman van tornar a fer-se conegudes en la mesura que les acadèmiques feministes i anarquistes s'interessaren per la seva figura. Aquest interès va donar lloc a una nova onada de divulgació del seu llegat, amb publicacions dels seus articles i reedicions dels seus llibres, i amb cites i imatges seves estampades en samarretes i cartells. Se li atribueixen diverses dites notables de l'anarquisme, entre aquestes la famosa frase que diu "Si no puc ballar, no és la meva revolució", capaç de definir de manera simple la idea anarquista de la llibertat.

## Orígens

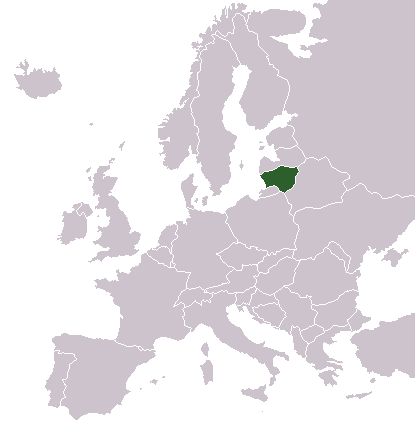
Emma Goldman va néixer a Kaunas (Imperi Rus), una ciutat situada al centre de la Lituània contemporània

La família d'Emma Goldman formava part d'una comunitat de jueus ortodoxos que vivia a la ciutat lituana de Kaunas —aleshores Kovno—, i formava part de l'Imperi Rus. La mare de Goldman, Taube Bienowitch, s'havia casat amb anterioritat amb un home amb qui va tenir dues filles: Helena el 1860 i Lena el 1862. Quan el seu primer marit va morir de tuberculosi, Taube es va enfonsar. Goldman més tard escrigué: "Tot l'amor que ella tenia havia mort amb el jove amb qui s'havia casat als 15 anys".
El segon matrimoni de Taube va ser arreglat per la seva família i, tal com Emma el definí, fou "bastant diferent del primer". El segon marit de la seva mare, Abraham Goldman, va invertir l'herència de Taube en un negoci que aviat va fracassar. Les dificultats, combinades amb la distància emocional entre marit i muller, van crear un ambient de tensió a la llar. Quan Taube es va quedar embarassada, Abraham va desitjar desesperadament que el nadó fos un nen. Segons ell, una filla només serviria com un altre senyal de fracàs. Més tard, va tenir tres fills, però el primer fill que van tenir en comú va ser en realitat una nena, Emma.
Emma Goldman va néixer el 27 de juny del 1869. El seu pare feia servir la violència per castigar els fills, colpejant-los quan el desobeïen. Utilitzava un fuet solament amb Emma, la més rebel. Rarament, la seva mare hi intervenia per demanar a Abraham que moderés els cops. Goldman, més tard, va especular sobre si el temperament rabiós del seu pare no seria, almenys en part, resultat d'una frustració sexual.
Les relacions amb les seves germanes també han estat objecte d'estudi pel seu contrast. Amb Helena, la gran, va trobar el consol que no trobava en sa mare. Va ser ella qui va donar a Emma "totes les alegries que per sort vaig tenir". En canvi, Lena, la mitjana, era distant i despietada. A les tres germanes, s'hi sumaren els germans Luis (que va morir als sis anys), Herman (nascut el 1872) i Moshe (nascut el 1879).

## Adolescència
Quan Emma era una adolescent, la família Goldman es va traslladar a la vila de Papilė, on el seu pare va passar a administrar una fonda. Mentre les seves germanes treballaven, ella es va fer amiga d'un criat anomenat Petruixka, que li va despertar "els primers sentiments eròtics". Amb posterioritat, encara a Papilė, va contemplar com castigaven en públic un pagès amb un fuet. Aquest espectacle violent la va traumatitzar i va contribuir a rebutjar la violència de les autoritats, que marcaria tota la seva vida.

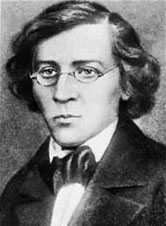
La novel·la de Nikolai Txernixevski Què fer? (en rus Что делать) va esdevenir per a Emma Goldman una font d'inspiració de per vida.

Als set anys, la família Goldman es va traslladar a la ciutat prussiana de Königsberg (aleshores, part de l'Imperi alemany), i matriculen Emma en una escola d'educació secundària de l'estat. Un dels seus mestres, especialment cruel castigant els estudiants indisciplinats —va prendre Emma com a objectiu preferencial— picava les mans dels estudiants amb una vara. Un altre professor va tractar d'abusar de les estudiantes i fou acomiadat quan Emma s'hi enfrontà. Això no obstant, entre els professors de l'escola, coneix un professor de llengua alemanya que li mostra simpatia, que li deixa llibres i, fins i tot, la porta a una òpera. Estudianta apassionada, Goldman passa l'examen d'ingrés a l'institut, però el seu professor de religió es nega a presentar un certificat de bona conducta, impedint així que hi fos acceptada.
Més tard, la família es va mudar a la ciutat russa de Sant Petersburg, on el seu pare obre sense èxit una botiga rere l'altra. La seva pobresa força els nens a treballar; Goldman treballa en un munt de feines, entre aquestes en una botiga de cotilles. Emma va demanar al seu pare que li permetés tornar a escola, però en lloc d'això ell va llençar-li el llibre de francès al foc i li cridà: "Les noies no han d'aprendre massa! Tot el que una dona jueva ha d'aprendre és com preparar peix farcit, com tallar fideus i donar a l'home un munt de nens".
Tanmateix, Goldman es va procurar una educació independent pel seu compte, i aviat va començar a estudiar els problemes polítics del seu voltant; li interessen sobretot els nihilistes, responsables de l'assassinat d'Alexandre II de Rússia. La confusió que va seguir va intrigar Goldman, tot i que no l'acabava d'entendre en aquell moment. Quan llegia la novel·la de Nikolai Txernixevski Què fer? (en rus Что делать) (1863), va trobar un model a seguir en Vera, el protagonista, que adopta una filosofia nihilista i escapa de la seva repressiva família per viure en llibertat i organitzar una cooperativa del tèxtil. El llibre va captivar Goldman i continuà esdevenint una font d'inspiració durant tota la seva vida.
El seu pare, mentrestant, continuava insistint en un futur domèstic per a ella, i va tractar d'arreglar-li un matrimoni quan tenia 15 anys. Es barallaven pel tema constantment: li deia que s'estava convertint en una dona "deixada anar", i ella insistia que només es casaria per amor. A la botiga de cotilles, es va veure obligada a defensar-se de les proposicions d'oficials russos i d'altres homes. Un pretendent insistent se la va endur a una habitació d'hotel i va cometre el que Goldman va anomenar un "contacte violent". Dos biògrafs ho anomenen violació. Ella es va sorprendre molt d'aquesta experiència, sobrepassada pel "xoc en descobrir que el contacte entre un home i una dona pogués ser tan brutal i dolorós". Goldman va considerar que la trobada havia fet malbé per sempre les seves interaccions amb els homes.

## Estats Units

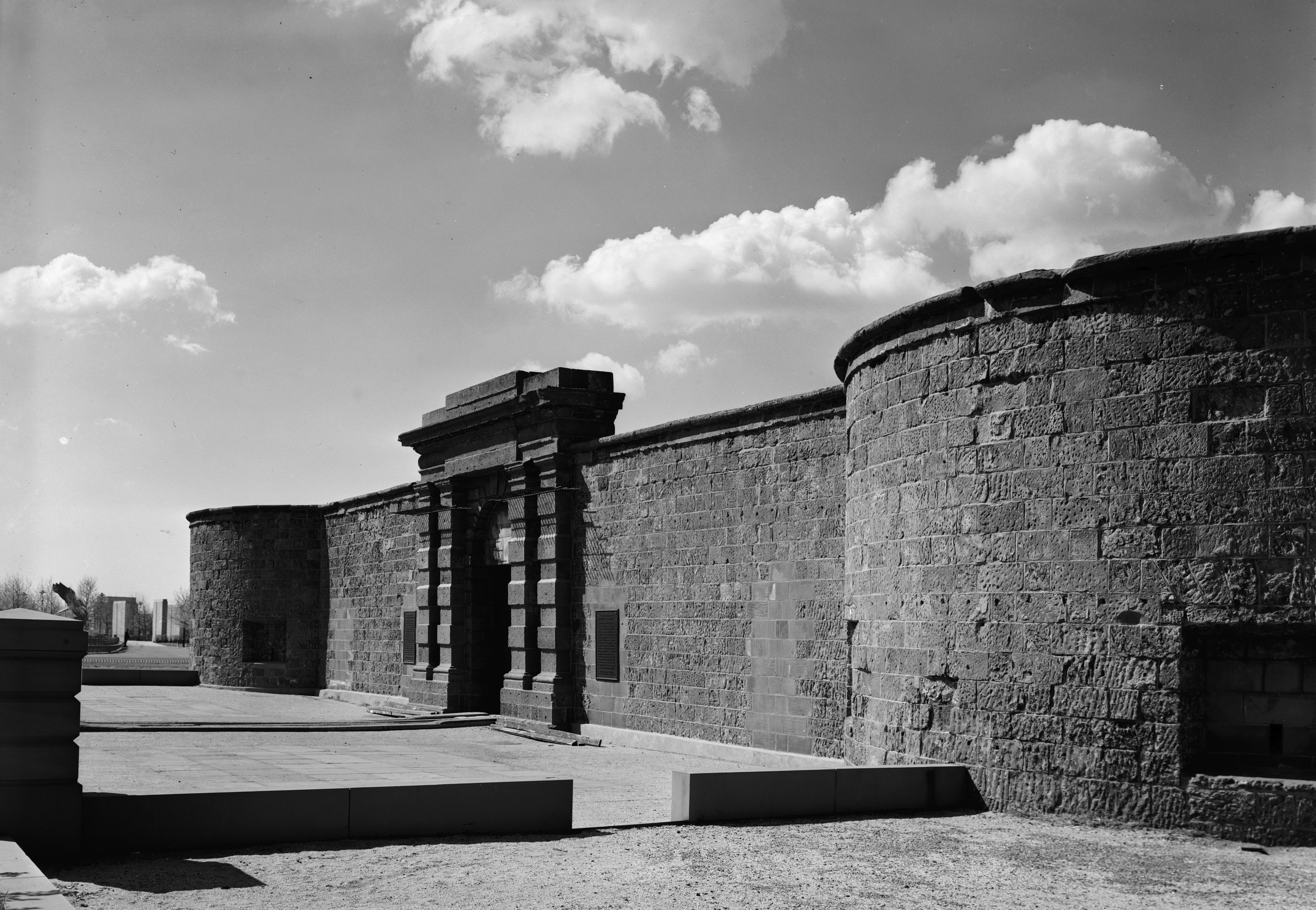
Castle Clinton, la primera estació de classificació d'immigrants de la ciutat de Nova York, actualment un monument al Battery Park.

El 1885, Helena fa plans per anar a Nova York i unir-se amb la seva germana Lena i el seu marit. Emma també vol anar amb sa germana, però el seu pare no li ho permet. Malgrat l'oferiment d'Helena de pagar-li el viatge, Abraham no escolta les seves peticions. Desesperada, Emma Goldman amenaça de llançar-se al riu Neva si no hi pot anar. Finalment, el seu pare hi accedeix i, el 29 de desembre del 1885, Elena i Emma arriben al Castle Clinton de Nova York. Es muden a la casa de Rochester que Lena tenia amb el seu marit Samuel. Fugint de l'antisemitisme de Sant Petersburg, els seus pares i germans s'uneixen a elles un any després. Emma comença a treballar de costurera, cosint abrics durant més de 10 hores al dia, i guanya dos dòlars i mig a la setmana. Demana un augment de sou i li deneguen; aleshores, deixa la feina i treballa en una botiga propera més petita.
En la seva nova feina, Goldman coneix un company anomenat Jacob Kershner, amb qui comparteix l'amor pels llibres, el ball, viatjar, així com la seva frustració amb la monotonia del treball a la fàbrica. Després de quatre mesos, el febrer del 1887, es casen. En el moment en què ell es trasllada a viure amb la família de Goldman, però, la seva relació trontolla. A la nit de noces, Emma descobreix que ell és impotent, i esdevenen distants físicament i emocional. En poc de temps, ell esdevé gelós i desconfiat. Ella, mentrestant, es compromet cada vegada més amb l'agitament polític del seu voltant, en particular amb les desagradables conseqüències de la revolta de Haymarket del 1886 a Chicago i amb la filosofia política antiautoritària de l'anarquisme. Menys d'un any després del casament, es divorcien. Ell li suplica que tornin i amenaça d'enverinar-se si ella no ho accepta. Tornen a ajuntar-se, però després de 3 mesos se separaren de nou. Llurs pares consideren el seu comportament "immoral" i li neguen a Goldman l'entrada a casa. Duent la seva màquina de cosir en una mà i en l'altra una bossa amb cinc dòlars, Emma se'n va de Rochester i es dirigeix al sud-est de Nova York.

### Most i Berkman

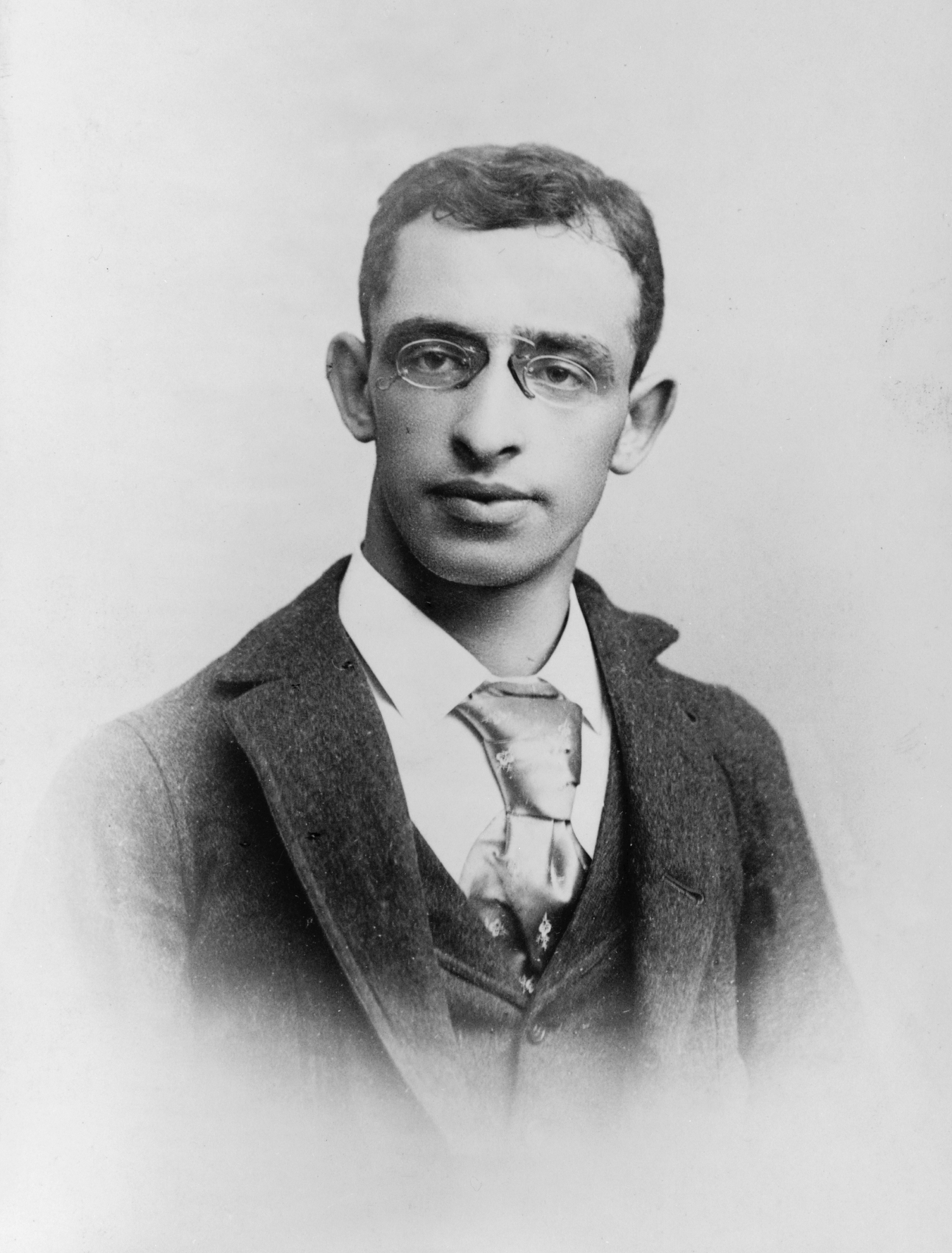
Alexander Berkman el 1892

En el seu primer dia a Nova York, Goldman coneix dos homes que canviarien la seva vida per sempre. Al Cafè de Sachs, un lloc de reunió de radicals, la presenten a Alexander Berkman, anarquista que la convida aquella nit a un discurs públic. Hi anaven a escoltar Johann Most, editor d'una publicació radical anomenada Die Freiheit i defensor de la "propaganda pel fet" (l'ús de la violència per promoure el canvi). A Emma, la impressiona el seu discurs ferotge, i ell la pren sota la seva protecció i la forma en els mètodes del discurs públic. L'anima amb força, tot dient-li que "ella prendria el seu lloc quan ell se n'hagués anat".
Un dels primers parlaments d'Emma en favor de "la causa" va ser a Rochester. Després de convèncer sa germana Helena que no digués res als seus pares, Goldman es va veure amb la ment en blanc un cop dalt de l'escenari. Goldman relata la seva experiència d'aquesta manera:
| «                                | De sobte, alguna cosa estranya va passar. En un instant ho vaig veure, tots els incidents dels meus tres anys a Rochester: la fàbrica de Garson, la seva servitud i la humiliació, el fracàs del meu matrimoni, el crim de Chicago.... Vaig començar a parlar. Abocava paraules que mai m'havia sentit pronunciar, més i més ràpid. Venien amb apassionada intensitat.... L'audiència havia desaparegut, la sala havia desaparegut, només era conscient de les meves pròpies paraules, del meu cant extàtic. | » |
| — Emma Goldman, Living, pàg. 51. | |   |

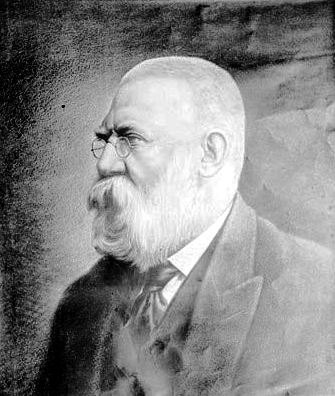
Johann Most al final de la seva vida

Encantada amb l'experiència, va anar refinant la seva personalitat pública durant els seus subseqüents parlaments. Ràpidament, però, es va trobar discutint amb Most sobre la seva independència. Després d'un discurs memorable a Cleveland, se sentia com si hagués esdevingut "un lloro de repetició dels punts de vista de Most" i resol d'expressar-se a si mateixa a l'estrada. En tornar a Nova York, Most s'enfurisma i li diu: "Qui no està amb mi està contra mi" Goldman abandona Die Freiheit i s'uneix a una altra publicació, Die Autonomie. Mentrestant, havia iniciat una amistat amb Berkman, al qual anomenava afectuosament Sasha. En poc de temps, es van fer amants i es muden a un apartament comunitari rural a Woodstock, a Illinois, amb el seu cosí Modest "Fedya" Stein i l'amic de Goldman Helen Minkin. Encara que la seva relació tenia nombroses dificultats, Goldman i Berkman compartirien un estret vincle durant dècades, units pels seus principis anarquistes i compromesos amb la igualtat personal.

### El complot de Homestead

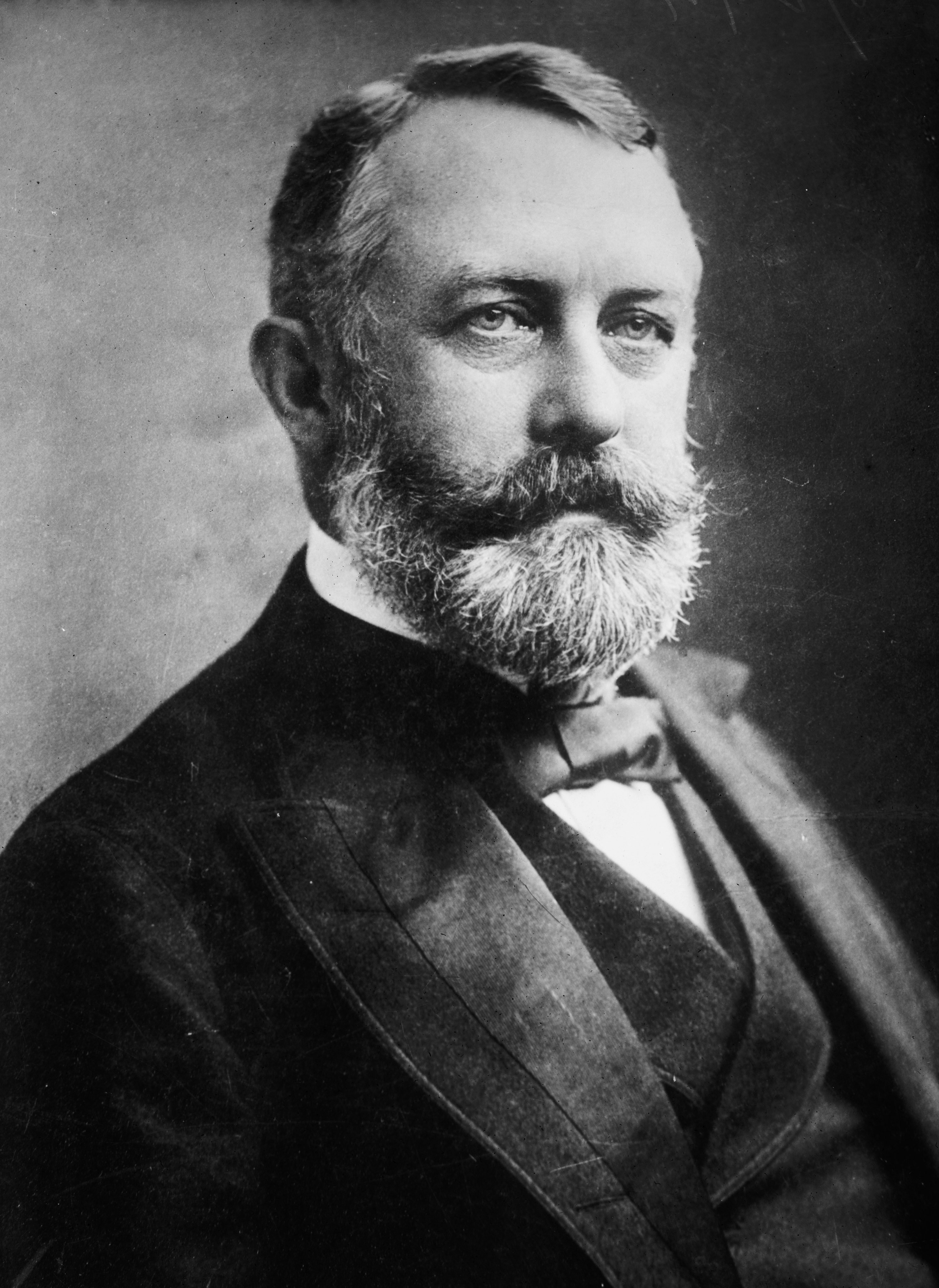
Henry Clay Frick, gerent de la Carnegie Steel Company

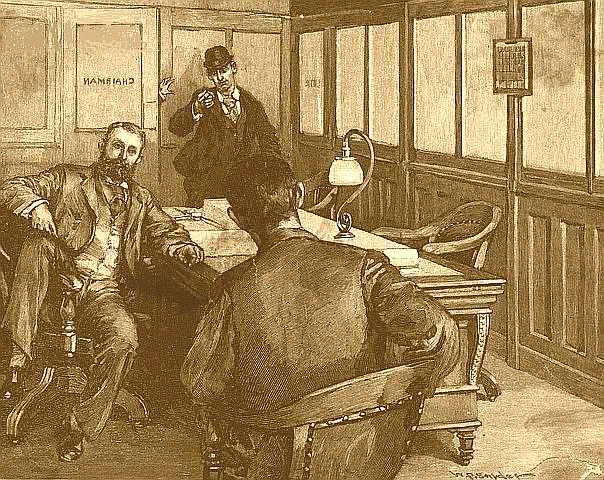
La temptativa d'assassinat de Henry Clay Frick per Alexander Berkman il·lustrada per W. P. Snyder el 1892.

Un dels primers esdeveniments polítics que van reunir Berkman i Goldman va ser la vaga de Homestead. Al juny del 1892, una planta d'acer a Homestead, Pennsilvània, propietat d'Andrew Carnegie va esdevenir el focus d'atenció nacional quan es van trencar les converses entre l'empresa Carnegie Steel Company i l'Associació Unitària de Treballadors del Ferro i l'Acer. El gerent de la fàbrica era Henry Clay Frick, un ferotge oponent de la unió. A la fi de juny, quan va fracassar una ronda final de negociacions, la direcció va tancar la planta blocant els treballadors, que immediatament es van declarar en vaga. Es van fer venir esquirols i l'empresa va contractar guàrdies de Pinkerton per protegir-los. El 6 de juliol, es va desencadenar una baralla entre tres-cents guàrdies de Pinkerton i una multitud de treballadors de la unió armats. Durant les dotze hores que va durar el tiroteig, van morir set guàrdies i nou vaguistes.
Quan la majoria dels diaris del país van donar suport als vaguistes, Goldman i Berkman van decidir assassinar Frick, una acció que, esperaven, inspiraria els treballadors a la rebel·lió contra el sistema capitalista. Berkman va decidir dur a terme l'assassinat, i va ordenar a Goldman quedar-se'n a part amb la finalitat d'explicar-ne els motius després que ell anés a la presó. Ell s'encarregaria del fet; ella de la paraula. Goldman i Berkman creien en la represàlia en forma d'assassinat del gerent de la Carnegie Steel Company Henry Clay Frick com una manera de "sembrar el terror en l'ànima de la seva classe" i "portar els ensenyaments de l'anarquisme davant del món". Berkman va mirar de fabricar una bomba, però no va reixir, i després anà a Pittsburgh per comprar una arma i roba "decent".
Goldman, per la seva banda, va decidir ajudar a finançar el pla mitjançant la prostitució. Recordant el caràcter de Sonia en la novel·la de Fiódor Dostoievski Crim i càstig (1866), va pensar: "S'havia convertit en una prostituta per mantenir els seus petits germans i germanes.... si la sensible Sonia podia vendre el seu cos, per què jo no?". Una vegada al carrer, va atreure l'atenció d'un home que la va portar a un saló, li va comprar una cervesa, li va donar deu dòlars, li va dir que no tenia "el do", i li va recomanar que deixés el negoci. Ella es va trobar "massa torbada per a parlar". Escriu a Helena, al·lega malaltia, i li demana quinze dòlars.
El 23 de juliol, Berkman aconsegueix entrar a l'oficina de Frick amb una pistola oculta, dispara tres trets a Frick i a continuació l'apunyala a la cama. Un grup de treballadors, lluny d'unir-se a l'atemptat, colpegen Berkman fins a deixar-lo inconscient i el lliuren a la policia. Berkman és condemnat a vint anys de presó per intent d'assassinat. La seva absència va fer difícil la vida de Goldman. La policia estava convençuda que ella estava implicada en el complot i va escorcollar el seu apartament, però en no trobar proves van pressionar el seu propietari perquè la desallotgés. Pitjor encara, l'atemptat no havia aconseguit aixecar les masses: tant treballadors com anarquistes condemnaren per igual l'acció de Berkman. Johann Most, el seu antic mentor, va criticar Berkman i l'intent d'assassinat. Furiosa per aquests atacs, Goldman va portar un fuet de joguina a una conferència pública i va exigir, a l'estrada, que Most expliqués la seva traïció. Ell li va dir que se n'anés; aleshores, ella el va colpejar amb el fuet, se'l va trencar al genoll, i li va llençar els bocins. Més tard, es va penedir de l'assalt, i confià a un amic que "a l'edat de vint-i-tres, un no té la raó."

### "La incitació a la revolta"
L'any següent, els Estats Units van patir una de les pitjors crisis econòmiques de la seva història, en el que es coneix com el pànic del 1893. A final d'any, la taxa d'atur era superior al 20% i les "manifestacions de fam" de vegades van conduir a disturbis. Goldman va començar a parlar a les masses d'homes i dones frustrats de Nova York. El 21 d'agost, s'adreçava a prop de 2.000 persones a la plaça Union Square (Nova York), i encoratjava els treballadors sense feina a mamprendre l'acció immediata. Les paraules exactes que va utilitzar no són clares: agents encoberts van insistir que ordenava a la multitud a "prendre-ho tot... per la força", mentre que Goldman va descriure el seu missatge amb aquestes paraules:
| «                                 | Bé, doncs, manifesteu-vos davant els palaus dels rics; demaneu feina. Si no us donen feina, demaneu pa. Si ells us neguen les dues coses, preneu el pa. | » |
| — Emma Goldman, Living, pàg. 123. | |   |

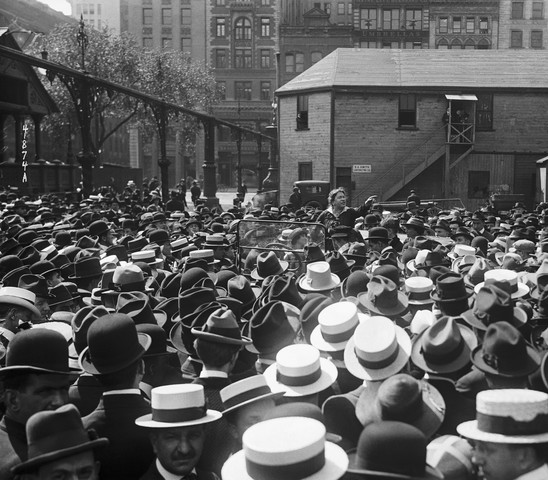
Goldman a la plaça Union Square de Nova york el 1916, instant els treballadors a emprendre l'acció directa en comptes de dependre de la caritat o de l'ajuda del govern.

Més tard, davant del tribunal, el detectiu sergent Charles Jacobs va oferir una altra versió del seu discurs.
Una setmana més tard, fou arrestada a Filadèlfia i enviada a Nova York per ser jutjada, acusada d'"incitar a la revolta". Durant el viatge amb tren, Jacobs s'oferí a retirar els càrrecs en contra si ella s'avenia a informar-lo d'altres radicals de la zona. Ella va respondre llançant-li un glaçó a la cara. Mentre esperava el judici, Goldman va ser entrevistada per Nellie Bly, una periodista del New York World. La periodista es va passar dues hores conversant amb Goldman, i va escriure un article en clau positiva descrivint-la com "una moderna Joana d'Arc"
Malgrat aquesta publicitat positiva, el jurat estava convençut del testimoni de Jacob i espantat per la política de Goldman. L'assistent del fiscal del districte va preguntar a Goldman sobre el seu anarquisme, així com pel seu ateisme; el jutge va parlar d'ella com d'"una dona perillosa". Fou sentenciada a un any de reclusió a la presó de Roosevelt Island. Un cop allí, va patir un atac de reumatisme i va ser enviada a la infermeria. Allà es va fer amiga d'un metge que la visitava i va començar a estudiar medicina. També va llegir dotzenes de llibres, incloses obres dels activistes escriptors nord-americans Ralph Waldo Emerson i Henry David Thoreau; el novel·lista Nathaniel Hawthorne, el poeta Walt Whitman i el filòsof John Stuart Mill. Després de 10 mesos, quan fou alliberada, una multitud sorollosa de gairebé tres mil persones la va rebre al Bowery Theatre de Nova York. Aviat es va veure ofegada de peticions d'entrevistes i conferències.
Per guanyar diners, Goldman va decidir continuar la feina de metgessa que havia estudiat a la presó. No obstant això, va preferir especialitzar-se en obstetrícia i massatge, especialitats que no estaven disponibles per als estudiants d'infermeria dels EUA. Per tant, va marxar a Europa, i donà conferències a Londres, Glasgow i Edimburg. Allà es va reunir amb anarquistes de renom com Errico Malatesta, Louise Michel i Piotr Kropotkin. A Viena, va obtenir dos títols i immediatament va començar a utilitzar-los als EUA. Alternant entre conferències i obstetrícia, va realitzar el primer viatge a través del país per fer una oratòria anarquista. Al novembre del 1899, torna a Europa i coneix l'anarquista Hippolyte Havel, amb qui va inicia una relació. Junts se'n van a França i ajuden a organitzar als afores de París el Congrés Internacional Anarquista.

### L'assassinat de McKinley

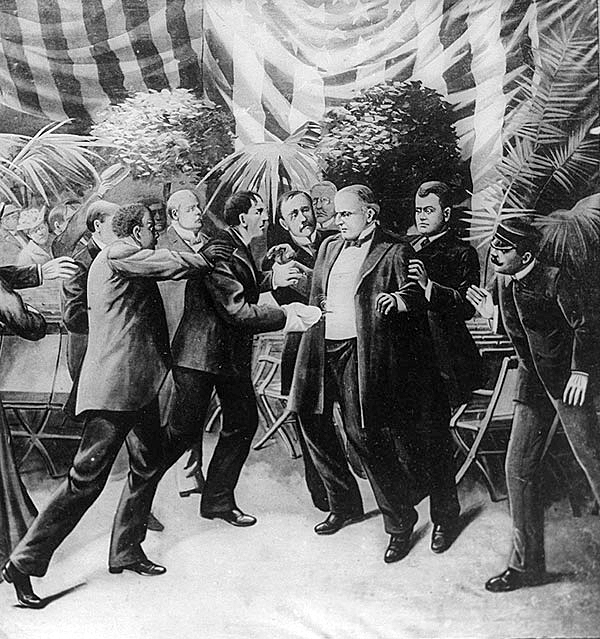
Dibuix de T. Dart Walker que representa l'assassinat del president William McKinley perpetrat per Leon Czolgosz a la recepció de la Pan-American Exposition el 6 de setembre del 1901.

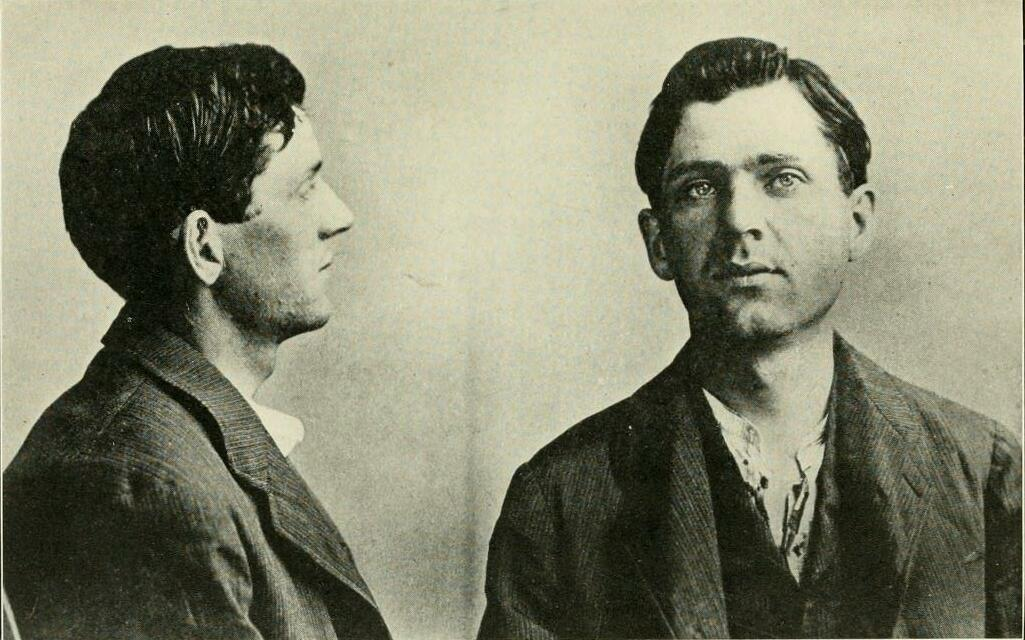
Leon Czolgosz l'endemà de disparar a William McKinley. Czolgosz va insistir que Goldman no era culpable de planejar l'assassinat del president, però fou arrestada i retinguda durant dues setmanes.

El 6 de setembre del 1901, Leon Czolgosz, un obrer aturat i amb un historial de malaltia mental, va disparar dos trets al president estatunidenc William McKinley durant una conferència pública a Buffalo (Nova York). McKinley va ser ferit a l'estèrnum i l'estómac; va morir vuit dies després. Czolgosz va ser detingut i interrogat durant tot el dia. Durant l'interrogatori, va dir que era un anarquista i que s'havia inspirat a fer el que havia fet després d'assistir a una conferència de Goldman. Les autoritats van utilitzar aquest pretext per tal d'acusar-la d'haver planejat l'acció. La van seguir fins a una residència a Chicago, que compartia amb Havel i la parella d'anarquistes Abe i Mary Isaak. Goldman fou detinguda, juntament amb Abe Isaak, Havel, i uns altres deu anarquistes.
Anteriorment, Czolgosz havia intentat sense èxit fer amistat amb Goldman i els seus companys. Durant una xerrada a Cleveland (Ohio), Czolgosz es va acostar a Goldman i li va demanar consell sobre quins llibres havia de llegir. El juliol del 1901, havia aparegut a la casa d'Isaak, i havia fet una sèrie de preguntes inusuals. Van suposar que era un infiltrat, com uns quants agents que la policia havia enviat per espiar els grups radicals. Ells s'havien mantingut distants amb ell, i Abe Isaak havia enviat un avís d'advertència als associats d'"un altre espia".
Malgrat que Czolgosz havia negat repetidament que Goldman hi estigués involucrada, la policia la tenia sota custòdia, sotmetent-la al que ella va anomenar el "tercer grau". Va explicar la seva desconfiança vers ell, i quedà clar que no havia mantingut cap contacte significatiu amb Czolgosz. Després de dues setmanes de detenció, i en no havent-se pogut trobar cap prova que unís Goldman amb l'atac, fou finalment alliberada. Abans de la mort del president McKinley, Goldman es va oferir a proporcionar-li cures d'infermeria, referint-se a ell com "simplement un ésser humà". Czolgosz, malgrat considerables evidències de malaltia mental, va ser declarat culpable d'assassinat i executat.
Mentre era retinguda i després del seu alliberament, Goldman va refusar rotundament condemnar l'acció de Czolgosz, i es quedà virtualment sola en aquesta postura. Amics i partidaris -també Berkman- li demanaren que abandonés aquesta causa. Però Goldman defensava Czolgosz com "un ésser supersensible" i va renyar altres anarquistes per abandonar-lo. La premsa la va anomanar "la sacerdotessa de l'anarquisme", mentre molts diaris declaraven el moviment anarquista responsable de l'assassinat. Arran d'aquests esdeveniment, el socialisme obtenia suport per damunt de l'anarquisme entre els radicals estatunidencs. El successor de McKinley, Theodore Roosevelt, va anunciar la seva intenció d'acabar "no sols amb els anarquistes, sinó amb tots els simpatitzants de l'anarquisme, actius i passius".

### Mother Earthi alliberament d'Alexander Berkman

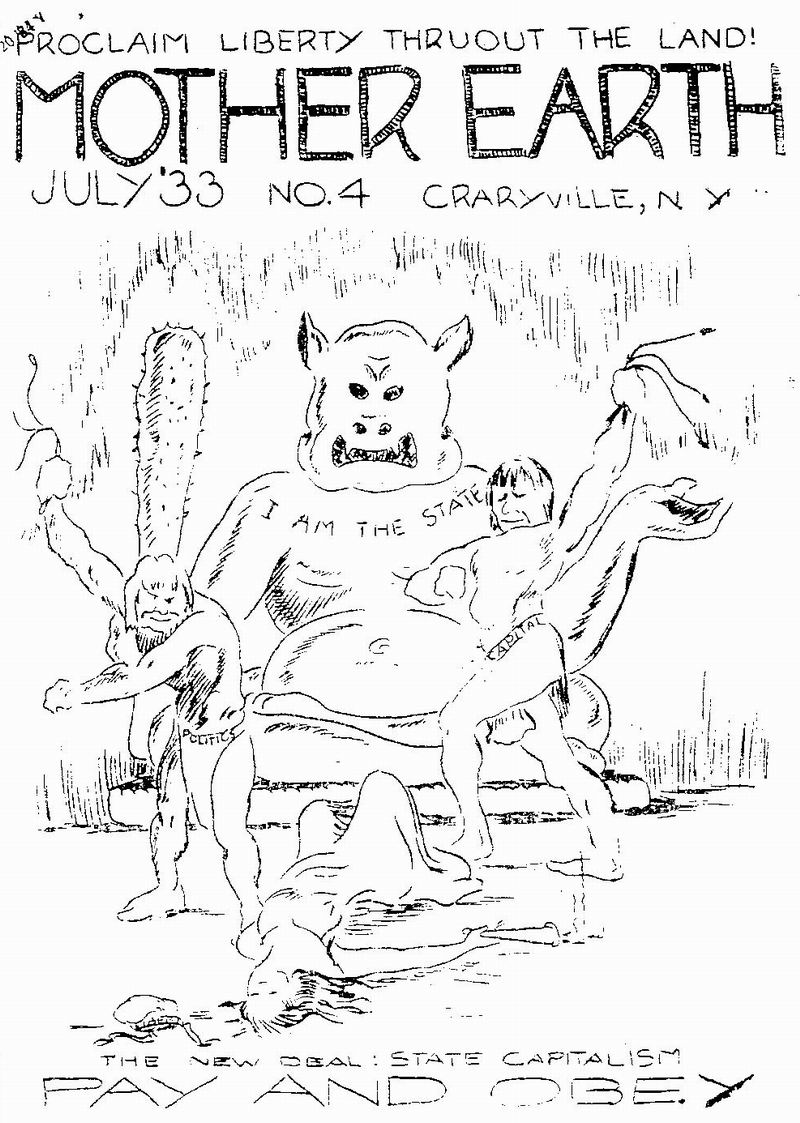
La revista Mother Earth d'Emma Goldman va esdevenir un punt de referència important per als activistes llibertaris, poetes, escriptors i pensadors lliures d'arreu dels Estats Units.

Després de l'execució de Leon Czolgosz, Goldman es va apartar del món. Menystinguda pels seus companys anarquistes, demonitzada per la premsa, i separada del seu amor, es va retirar en l'anonimat i la infermeria. "Era amarg i dur afrontar la vida de nou", va escriure més tard. Utilitzant el pseudònim d'E. G. Smith, va desaparèixer de la vida pública i va assumir una sèrie de llocs de treball d'infermeria privada. Però, quan el congrés dels Estats Units va aprovar la "Anarchist Exclusion Act" (Llei sobre l'exclusió dels anarquistes), una nova onada d'activisme es va aixecar per oposar-s'hi, i portà Goldman de nou al moviment. Una coalició de persones i organitzacions de l'espectre polític d'extrema esquerra es va oposar a la llei sobre la base que aquesta violava la llibertat d'expressió; d'aquesta manera, la nació americana va tornar a escoltar Emma Goldman.
Quan l'anarquista escocès John Turner fou arrestat mitjançant la llei d'exclusió i amenaçat amb la deportació, Goldman va unir forces amb la Free Speech League (lliga per a la llibertat d'expressió) per tal de defensar la seva causa. La Lliga va obtenir l'ajuda de Clarence Darrow i Edgar Lee Masters, els quals van portar el cas de Turner a la Cort Suprema dels Estats Units. Malgrat que Turner i la Lliga hi van perdre, Goldman ho va considerar una victòria de la propaganda. Va retornar a l'activisme anarquista, però havia pagat un preu molt alt. "Mai m'havia sentit tant preocupada", va escriure a Berkman. "Em temo que estic eternament condemnada a seguir sent propietat pública i que la meva vida es desgasti en la cura de la vida dels altres."

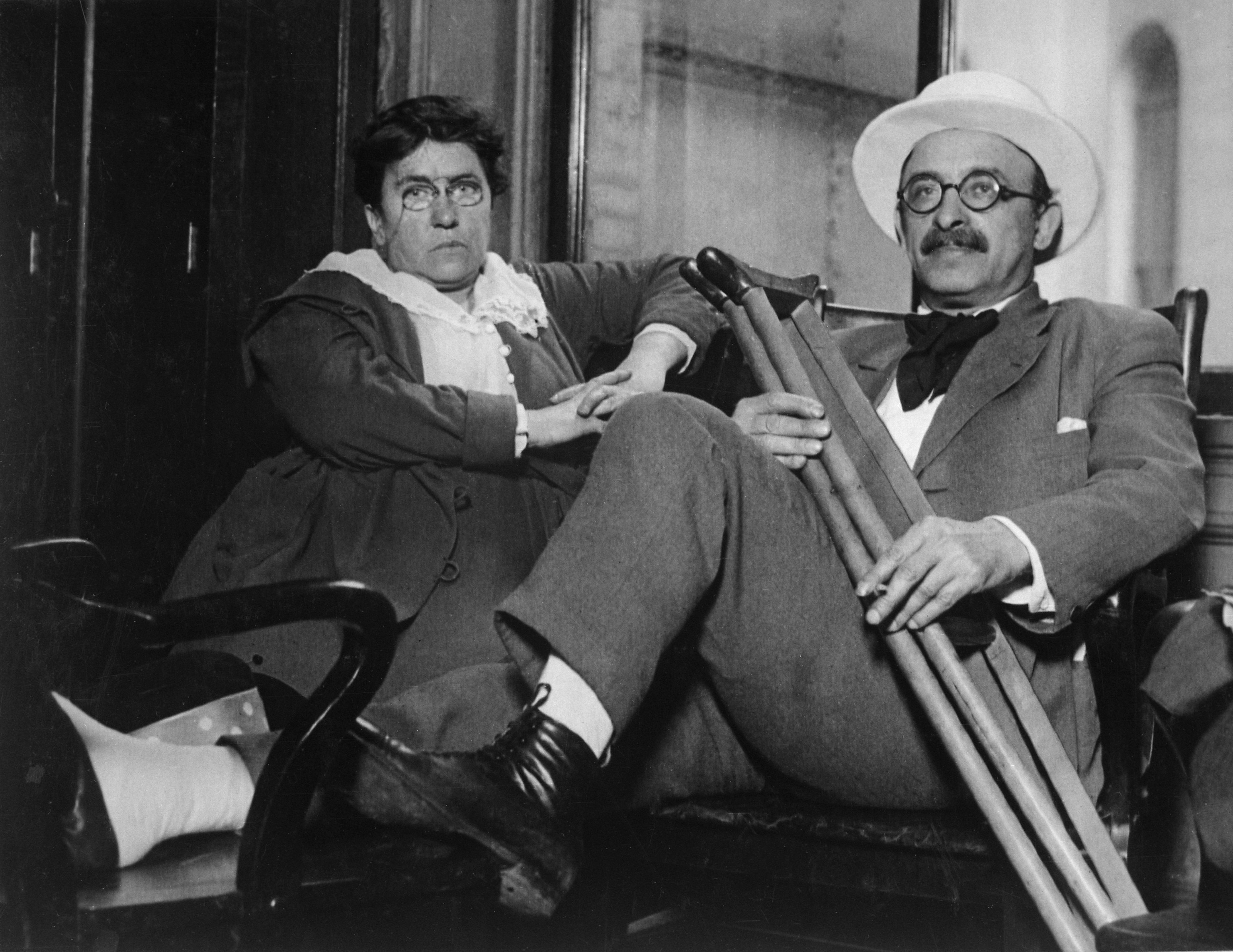
Goldman amb Alexander Berkman, amb qui mantindria una relació sentimental durant dècades.

El 1906, Goldman va decidir emprendre una publicació pròpia, "un lloc d'expressió per als joves idealistes de les arts i les lletres". La publicació Mother Earth (Mare Terra), la integrava un grup d'activistes radicals, entre els quals hi havia Hippolyte Havel, Max Baginski, i Leonard Abbott. A més de publicar obres originals dels seus editors i els anarquistes de tot el món, Mother Earth reeditava fragments d'una varietat d'escriptors, com el filòsof francès Pierre-Joseph Proudhon, l'anarquista rus Piotr Kropotkin, el filòsof alemany Friedrich Nietzsche i l'escriptora britànica Mary Wollstonecraft. Goldman hi escrivia sovint sobre anarquisme, política, qüestions relatives al treball, ateisme, sexualitat i feminisme.
El 18 de maig del mateix any, Alexander Berkman va ser alliberat de la presó. Portant un ram de roses, ella l'esperà "presa del terror i la pietat". Cap dels dos fou capaç de dir res i van tornar a casa en silenci. Durant setmanes, Berkman va tenir problemes per a readaptar-se a la vida a l'exterior. Va fer una gira de conferències al voltant de l'avortament que va acabar en fracàs i, a Cleveland, comprà un revòlver amb la intenció de suïcidar-se. De tota manera, va retornar a Nova York, i allí s'assabentà que Goldman havia estat detinguda juntament amb un grup d'activistes que s'havien reunit per reflexionar sobre Leon Czolgosz. Aquesta violació de la llibetat de reunió el revifà, va declarar: "La meva resurrecció ha arribat!" i es proposà aconseguir el seu alliberament.
Berkman prengué el timó del Mother Earth el 1907, mentre Goldman recorria el país per recaptar fons per mantenir-lo funcional. Editar la revista va resultar una experiència revitalitzant per a Berkman, però dubtà sobre la seva relació amb Goldman i va tenir una aventura amb una anarquista de quinze anys anomenada Becky Edelsohn. Goldman se sentí rebutjada, però considerà que era una conseqüència de la seva experiència carcerària. Més tard, en aquell mateix any, exercí de delegada dels EUA en el Congrés Internacional Anarquista d'Amsterdam. Anarquistes i sindicalistes de tot el món es reuniren per resoldre la tensió entre les dues ideologies, però no s'arribaren a cap acord decisiu. Goldman va retornar als Estats Units i continuà parlant a àmplies audiències.

### Reitman, assaigs i contracepció

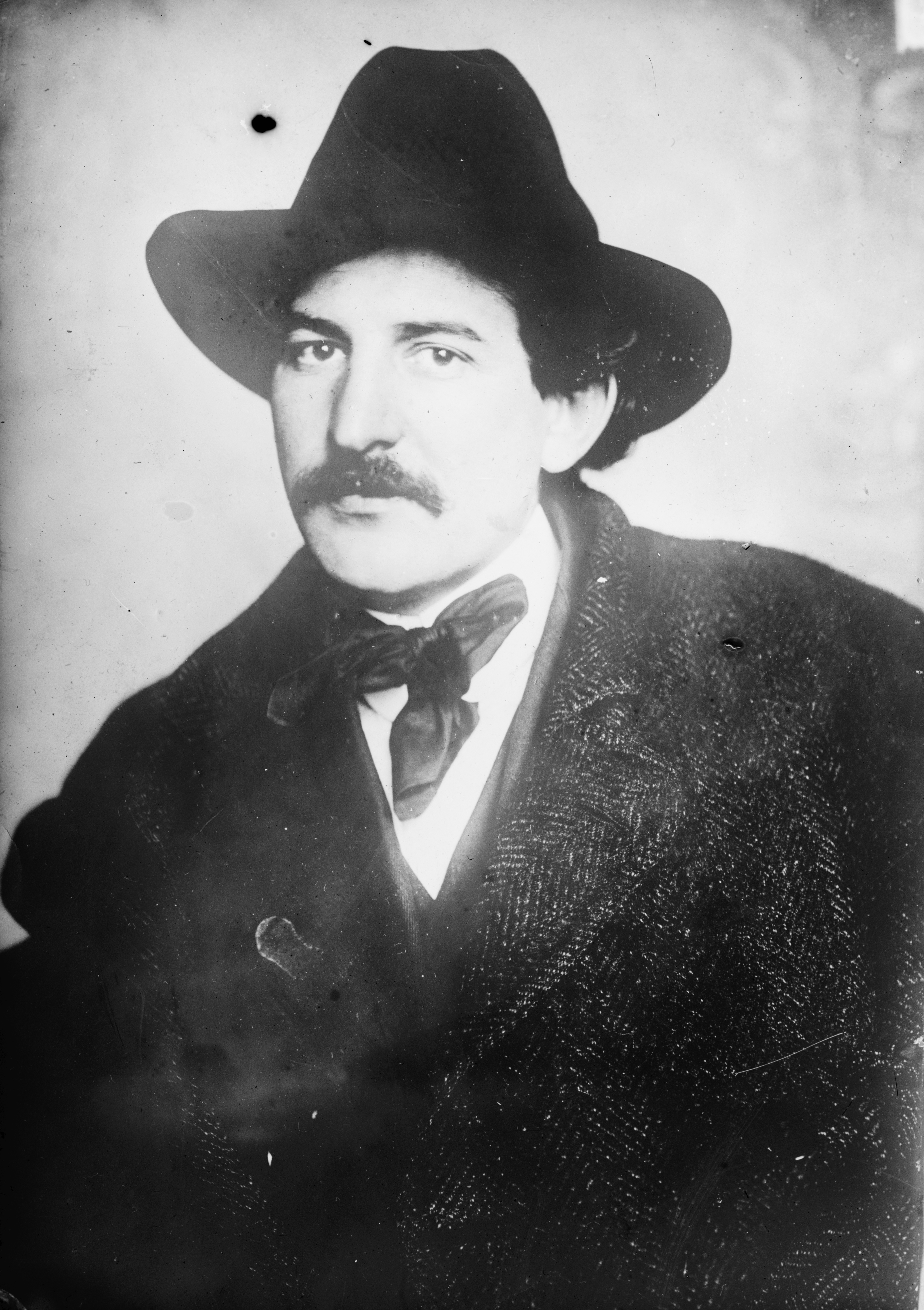
Ben Reitman entre 1910 i 1915

Durant els següents 10 anys, Goldman va viatjar de forma ininterrompuda per tot el país, donant conferències i fent proselitisme de l'anarquisme. Les coalicions formades en oposició a la Llei sobre l'exclusió dels anarquistes li havien atorgat certa estimació per arribar a aquells que tenien altres idees polítiques. Quan el Departament de Justícia dels Estats Units va enviar espies a donar-hi una ullada, aquests van informar que les conferències eren "plenes de gom a gom". Escriptors, periodistes, artistes, jutges i treballadors de tot l'espectre polític parlaven dels seu "poder magnètic", la seva "presència convincent", la seva "força, eloqüència, i fogositat".
A la primavera del 1908, Goldman va conèixer i es va enamorar de Ben Reitman, l'anomenat "Hobo doctor" (el metge rodamón). Reitman havia crescut a Chicago i va passar diversos anys fent el rodamón abans d'assolir un títol de medicina al College of Physicians and Surgeons of Chicago (Col·legi de Metges i Cirurgians de Chicago). Com a metge, assistí les persones que es trobaven en la pobresa i, en particular, tractà les malalties de transmissió sexual.

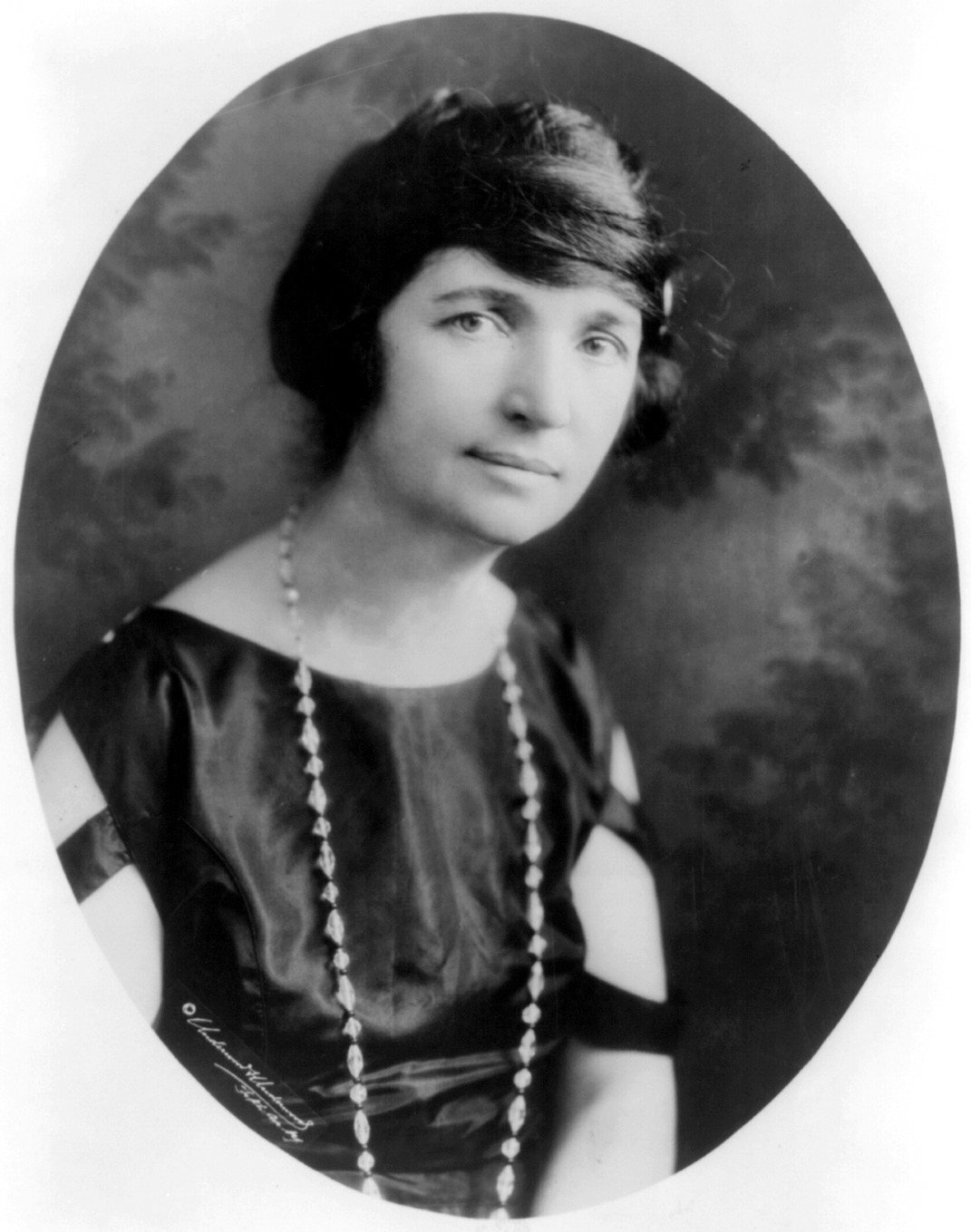
Goldman s'uní a Margaret Sanger en la seva lluita perquè les dones tinguessin accés als anticonceptius; ambdues foren arrestades per violar les lleis Comstock.

Ell i Goldman van començar una aventura; ambdós mantenien un compromís amb l'amor lliure, però mentre que Reitman va tenir una varietat d'amants, Goldman no. Ella va tractar de conciliar els seus sentiments de gelosia amb la creença en la llibertat del cor, però li va resultar difícil.
Dos anys després, Goldman començà a sentir-se frustrada amb l'audiència a les conferències. Anhelava "arribar als pocs que realment volen aprendre, en lloc dels molts que venen a divertir-se". Per això, va recollir una sèrie de discursos i articles que havia escrit per al Mother Earth i va publicar un llibre anomenat Anarquisme i altres assaigs. Cobrint una àmplia varietat de temes, Goldman tractava de representar "vint-i-un anys de lluita de ment i ànima". A més d'una mirada comprensiva en l'anarquisme i les seves crítiques, el llibre inclou assajos sobre patriotisme, sufragi femení, matrimoni, i les presons.
Quan Margaret Sanger, una defensora de l'accés a la contracepció, va posar en circulació el terme "control de natalitat", i en va difondre mètodes el juny del 1914 en la seva revista The Woman Rebel (la dona rebel), rebé tot el suport de Goldman. Sanger fou detinguda l'agost en aplicar-li les Comstock laws (lleis de Comstock), que prohibien la difusió d'"articles obscens, lascius o luxuriosos" -incloent-hi informació relativa a la contracepció. Malgrat que més endavant es van separar de Sanger dient que rebien un suport insuficient, Goldman i Reiman van distribuir còpies del fulletó de Sanger "Family Limitation" (limitació de la família), juntament amb un assaig similar de Reitman. El 1915, Goldman va dur a terme una gira de conferències al llarg del país parlant en part d'augmentar la consciència sobre les opcions d'anticoncepció. Encara que l'actitud del país cap al tema semblava que s'havia liberalitzat, el febrer del 1916 detingueren Goldman acusada de violar la llei Comstock. Va escollir no pagar la multa de cent dòlars i va passar dues setmanes en una casa de treball penitenciari, que va veure com una "oportunitat" per tornar a connectar amb els rebutjats per la societat.

### Primera Guerra Mundial
Tot i que el president dels Estats Units Woodrow Wilson va ser reelegit el 1916 sota el lema "Ell ens va mantenir fora de la guerra", al començament del seu segon mandat va decidir que el desplegament continuat d'Alemanya de la guerra submarina sense restriccions seria causa suficient perquè els EUA entressin en la Primera Guerra Mundial. Poc després, el Congrés va aprovar la Llei de Servei Selectiu de 1917, que exigia que tots els homes de 21 a 30 s'inscriguessin en el servei militar obligatori. Goldman va veure la decisió com un exercici de l'agressió militarista, impulsada pel capitalisme. Ella va declarar al Mother Earth la seva intenció de resistir-se al reclutament, i oposar-se a la participació dels EUA en la guerra.
| «                             | Ens oposem al reclutament perquè som internacionalistes, antimilitaristes i ens oposem a totes les guerres empreses pels governs capitalistes. | » |
| — Emma Goldman, Mother Earth. | |   |

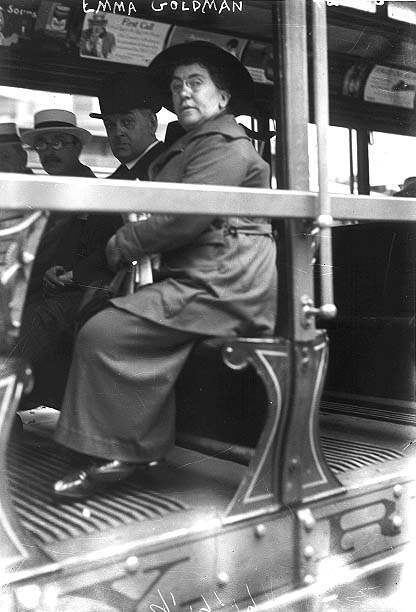
Goldman fou empresonada durant dos anys després que s'oposés al reclutament als Estats Units durant la Primera Guerra Mundial.

Amb aquesta finalitat, ella i Berkman van organitzar la "lliga contra el servei militar obligatori". El grup esdevingué l'avantguarda del moviment en contra. Quan la policia va començar a fer incursions en els actes per tal de trobar els joves que no s'havien inscrit en el reclutament, Goldman i d'altres van focalitzar els esforços a repartir fulletons i altres obres escrites. Enmig del fervor patriòtic de la nació, molts elements de l'esquerra política refusaren donar suport a la Lliga. El Women's Peace Party (Grup de Dones per la Pau), per exemple, va abandonar la seva oposició a la guerra tan bon punt com els EUA hi van entrar. La postura del Partit Socialista d'Amèrica era contrària a la participació dels EUA, però va donar suport a Wilson en la majoria de les seves accions.
El 15 de juny del 1917, Goldman i Berkman foren detinguts durant una incursió en les seves oficines, on van obtenir "un vagó ple de registres i propaganda anarquista" per les autoritats. A tots dos, se'ls va acusar de conspiració per "induir les persones a no registrar-s'hi" en virtut de la recentment promulgada "Espionage Act" (llei d'espionatge), i van ser retinguts en règim de llibertat sota fiança de 25.000 dòlars cada un. El New York Times va informar que, de cara al judici, se li demanà a Goldman que es posés un vestit més adequat i va sortir vestida "de porpra reial". En el judici, Goldman es va defensar i també va defensar Berkman invocant la primera esmena a la constitució dels Estats Units, preguntant com podia ser que el govern pretengués lluitar per la democràcia a l'estranger mentre a casa suprimia la llibertat d'expressió:
| « | Nosaltres diem que si els Estats Units han entrat en la guerra per fer el món segur perquè hi hagi democràcia, primer s'ha d'assegurar la democràcia als Estats Units. Com, si no, podrà el món prendre seriosament els Estats Units, quan la democràcia a casa seva s'ultratja diàriament, se'n suprimeix la llibertat d'expressió, les assemblees pacífiques s'interrompen per despòtics i brutals gàngsters en uniforme, quan es restringeix la llibertat de premsa i s'emmordassa cada opinió independent? En veritat, mancats com estem de democràcia, com podem donar-ne al món? | » |
| — Emma Goldman, Judici i discursos d'Emma Goldman i Alexander Berkman al Tribunal de Justícia del Districte de Nova York, 1917. | |   |

El jurat ho va veure d'una altra manera, i els va declarar culpables; el jutge Julius Marshuetz Mayer va imposar la pena màxima de dos anys de presó, una multa a cada un de 10.000 dòlars, i la possibilitat de deportar-los quan fossin excarcerats. Quan fou traslladada a la Penitenciaria de l'Estat de Missouri (ara Centre Correccional Jefferson City), Goldman va escriure a un amic: "Dos anys de presó per haver tingut una posició inflexible per un ideal. Per això és un preu petit."
A presó, se li va assignar de nou treballar de cosidora, sota la mirada d'un "miserable trinxeraire d'uns vint-i-un anys a qui pagaven per obtenir resultats". Es va trobar amb la socialista Kate Richards O'Hare, que també havia estat empresonada sota la Llei d'Espionatge. Tot i que diferien en l'estratègia política -O'Hare creia en la votació per a assolir el poder estatal-, les dues dones es van reunir per manifestar-se a favor de millorar les condicions dels presos. Goldman també va conèixer i va fer amistat amb Gabriella Segat Antolini, anarquista i seguidora de Luigi Galleani. A Antolini, l'havien detinguda quan transportava una maleta plena de dinamita en un tren amb destinació a Chicago. S'havia negat a cooperar amb les autoritats, i l'havien enviada a presó durant catorze mesos. Treballant juntes per millorar la vida dels altres reclusos, les tres dones foren conegudes com "La Trinitat". A Goldman, l'alliberaren el 27 de setembre del 1919.

## Deportació

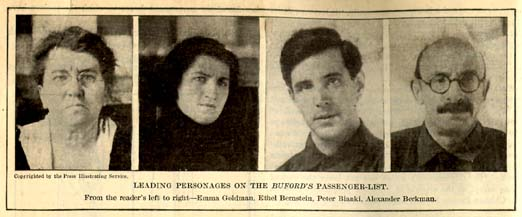
Emma Goldman, Ethel Bernstein, Peter Bianki i Alexander Berkman destacats com "personatges principals" d'entre els "passatgers" del Buford.

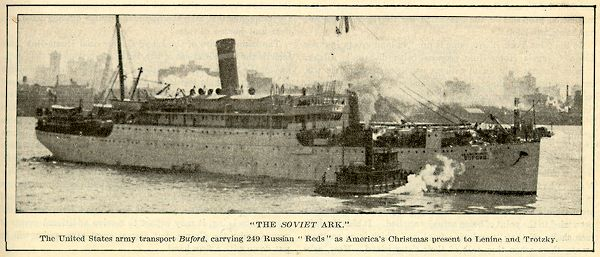
La llegenda de la fotografia diu: "L'Arca soviètica." El transport de l'exèrcit dels Estats Units "Buford", portant 249 "rojos" russos com a present de Nadal dels Estats Units a Lenin i Trotski.

Goldman i Berkman foren alliberats durant la primera amenaça roja del 1919-20, quan l'ansietat pública sobre les activitats proalemanyes durant la guerra s'havien transformat en una por exagerada del bolxevisme i es tenia la perspectiva d'una revolució radical imminent. El fiscal general dels Estats Units Alexander Mitchell Palmer i el cap del departament de justícia dels Estats Units J. Edgar Hoover estaven decidits a utilitzar la Llei sobre l'exclusió dels anarquistes per a deportar qualsevol estranger que es pogués identificar com a defensor de l'anarquia o la revolució. "Emma Goldman i Alexander Berkman -va escriure Hoover mentre eren a la presó- són, sens dubte, dos dels anarquistes més perillosos d'aquest país i tornar-los a la comunitat tindrà com a resultat un dany indegut".
En la seva audiència de deportació, el 27 d'octubre, es va negar a respondre preguntes sobre les seves creences sobre la base que la ciutadania nord-americana invalida qualsevol intent de deportar-la sota la llei d'exclusió anarquista, que es podria aplicar només a estrangers dels Estats Units. Per contra, va presentar una declaració per escrit:
| «                                         | Avui es deporta els anomenats "estrangers". Demà seran desterrats els nadius americans. Ja avui en dia alguns patriotes proposen que s'haurien d'exiliar els fills dels nadius americans per als qui la democràcia és un ideal sagrat. | » |
| — Emma Goldman, Desafiant a la deportació | |   |

Louis Freeland Post, del departament de treball dels Estats Units, que tenia l'última paraula en les decisions de deportació, va determinar que la revocació de la ciutadania americana del seu marit, el 1908, havia revocat la seva també. Inicialment, va prometre una batalla legal, però més tard Goldman va decidir no apel·lar contra la seva sentència.
El departament de treball va incloure Goldman i Berkman entre 249 estrangers que foren deportats en massa, en la seva majoria persones de les quals només es tenien vagues associacions amb els grups radicals que havien estat escorcollats en les batudes del govern el novembre. L'USAT Buford, un vaixell que la premsa anomenà "l'arca soviètica", va salpar de Nova York el 21 de desembre. Durant el viatge, hi anaren al voltant de 58 soldats i 4 oficials i es distribuïren pistoles entre la tripulació. La major part de la premsa ho va aprovar amb entusiasme. El Plain Dealer de Cleveland va escriure: "Es té l'esperança i s'espera que altres vaixells, més grans, més còmodes, que transportin carregaments similars, seguiran la seva estela". El vaixell va desembarcar la seva càrrega a Hanko, Finlàndia, el dissabte 17 de gener del 1920. Un cop allà, les autoritats finlandeses van conduir els deportats a la frontera russa sota una bandera de treva.

## Rússia
Goldman, inicialment, veié la revolució bolxevic des d'una postura positiva. Escrigué al Mother Earth que, malgrat la seva dependència del govern comunista, representava "els més fonamentals, que més lluny han arribat i que tot ho abasten, principis de la llibertat humana i de benestar econòmic".

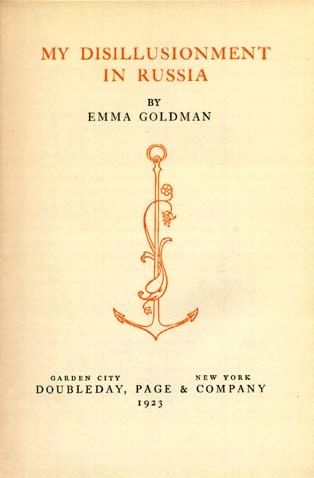
Recull de les experiències desencisadores de Goldman a la Unió Soviètica.

Quan s'apropava a Europa, però, va expressar els temors sobre el que havia d'arribar. Estava preocupada per la Guerra Civil russa i la possibilitat de ser capturada per les forces antibolxevics. L'estat, anticapitalista com era, també plantejava una amenaça.
| «                                      | Jo mai en la meva vida podria treballar dins dels límits de l'estat, bolxevic o d'una altra manera. | » |
| — Emma Goldman, Carta a la seva neboda | |   |

Ràpidament, va descobrir que les seves pors estaven justificades. Dies després de tornar a Petrograd (Sant Petersburg), la sorprengué sentir un funcionari del partit referir-se a la llibertat d'expressió com "una superstició burgesa". A mesura que ella i Berkman viatjaven pel país trobaren repressió, mala administració i corrupció en comptes de la igualtat i la força dels treballadors que havien somiat. Aquells qui qüestionaven el govern se'ls demonitzava com a contrarevolucionaris, i els obrers treballaven en condicions severes. Es van reunir amb Vladímir Lenin, el qual els digué que la supressió de la llibertat de premsa per part del govern estava justificada. Els va dir: "No hi pot haver llibertat d'expressió en un període revolucionari". Berkman estava més disposat a perdonar les accions del govern en nom de la "necessitat històrica", però finalment es va unir a Goldman en la seva oposició a l'autoritat de l'estat soviètic.
Al març del 1921, van esclatar vagues a Petrograd; quan els treballadors van sortir als carrers per exigir millors racions d'aliments i una major autonomia sindical, Goldman i Berkman sentiren la responsabilitat de donar suport als vaguistes, afirmant: "Guardar silenci ara és impossible, fins i tot criminal". El malestar es va estendre a la ciutat portuària de Kronstadt, on es va ordenar una resposta militar. En la confrontació, van morir uns 1.000 mariners i soldats rebels i s'arrestaren 2.000 persones. Arran d'aquests esdeveniments, Goldman i Berkman van decidir que no hi havia futur per a ells en aquell país.
| «                            | Cada cop més. Hem arribat a la conclusió que no podem fer res aquí. I ja que no podem mantenir gaire temps més una vida d'inactivitat, hem decidit anar-nos-en. | » |
| — Wexler, Exile, pàg. 47–49. | |   |

Al desembre, van marxar del país i es dirigiren a Riga, capital de Letònia. El comissionat dels EUA en aquella ciutat va telefonar als funcionaris de Washington DC, que van començar a demanar informació a altres governs sobre les activitats de la parella. Després d'una estada curta a Estocolm, es van establir uns anys a Berlín. Durant aquest temps, convingué a escriure una sèrie d'articles de l'estada a Rússia per al diari de Joseph Pulitzer, el New York World. Aquests articles es van aplegar i publicar més tard en forma de llibre com La meva desil·lusió a Rússia (1923) i La meva encara més desil·lusió a Rússia (1924). Els títols d'aquests llibres es van afegir pels editors per ser brillants i Goldman va protestar, malgrat que fou en va.

## Gran Bretanya, Canadà i França
A Goldman, li va ser difícil aclimatar-se en la comunitat d'esquerres alemanya. Els comunistes menyspreaven la seva franquesa sobre la repressió soviètica i els liberals es burlaven del seu radicalisme. Berkman va romandre a Berlín per tal d'ajudar els exiliats russos, i ella se'n va anar a Londres el setembre del 1924. En arribar, la novel·lista Rebecca West li va organitzar un sopar de recepció, a què assistiren el filòsof Bertrand Russell, el novel·lista H. G. Wells, i més de dos-cents altres convidats. Quan Emma va parlar de la seva insatisfacció amb el govern soviètic, el públic es va sorprendre. Alguns van abandonar la reunió, mentre que d'altres li van retreure que critiqués prematurament l'experiment comunista. Més tard, en una carta, Russell es va negar a donar suport als seus esforços per efectuar un canvi sistèmic a la Unió Soviètica i va ridiculitzar el seu idealisme anarquista.

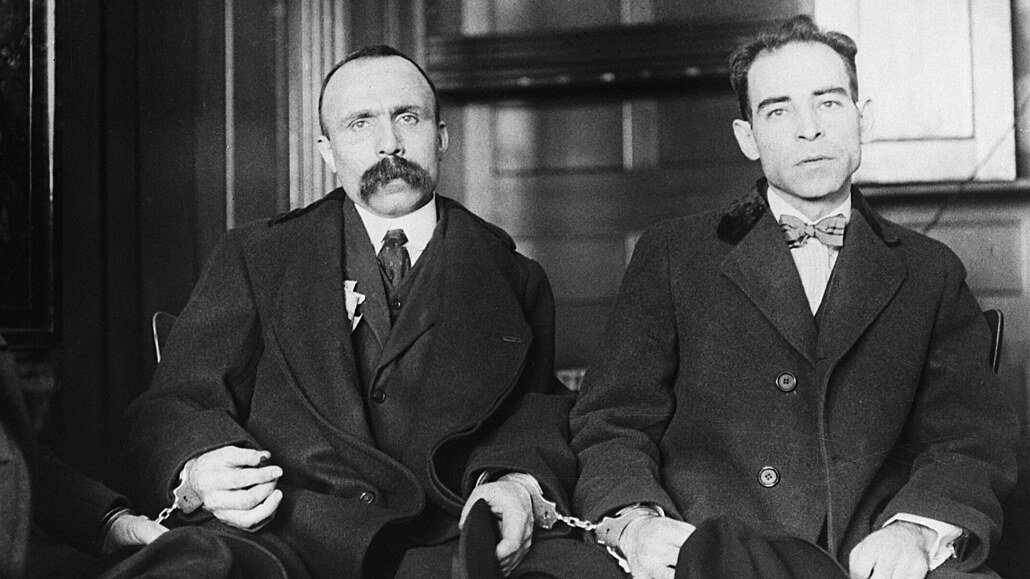
L'execució dels anarquistes italians Nicola Sacco (dreta) i Bartolomeo Vanzetti el 1927 van preocupar Goldman, que en aquell moment vivia sola al Canadà.

El 1925, el fantasma de la deportació es va alçar una altra vegada, però un anarquista escocès anomenat James Colton es va oferir a casar-se amb ella per tal que obtingués la ciutadania britànica. Tot i que només eren coneguts llunyans, ella va acceptar i es van casar el 27 de juny del 1925. A Goldman, la vida a Londres li va resultar estressant, tal com li va escriure a Berkman: "Estic molt cansada, sola i desconsolada. És una sensació terrible tornar aquí de conferències i no trobar una ànima bessona, ningú a qui li importa si un és viu o mort". Va treballar en estudis analítics sobre el teatre, aprofundint la feina que havia publicat el 1914. No obstant això, la resposta fou "horrible" i mai no va acabar el seu segon llibre sobre el tema. El seu nou estat, però, li va aportar tranquil·litat mental, i li va permetre viatjar a França i el Canadà.
Goldman va viatjar al Canadà el 1927, just a temps per a rebre la notícia de la imminent execució dels anarquistes italians Nicola Sacco i Bartolomeo Vanzetti a Boston. Enfurismada per les nombroses irregularitats del cas, ella ho va veure com una altra paròdia de la justícia als EUA. Desitjava unir-se a les manifestacions de masses a Boston, els records de l'assumpte de Haymarket l'aclaparaven, agreujat pel seu aïllament. "Aleshores -va escriure- jo tenia la meva vida davant meu per a assumir la causa dels morts. Ara no tinc res."
El 1928, va començar a escriure la seva autobiografia, amb el suport d'un grup d'admiradors, inclosos el periodista H. L. Mencken, la poeta Edna St. Vincent Millay, el novel·lista Theodore Dreiser i la col·leccionista d'art Peggy Guggenheim, que va aportar-hi 4.000 dòlars. Va aconseguir una casa a la ciutat costanera francesa de Saint-Tropez i s'hi va passar dos anys recapitulant la seva vida. Berkman li va proporcionar forts comentaris crítics, que ella finalment incorporà al preu d'una tensió en la seva relació. Goldman va voler que el seu llibre, Living my Life (Vivint la meva vida), sortís en un sol volum amb un preu que la classe obrera es pogués permetre -que no costés més de 5 dòlars. El seu editor, Alfred A. Knopf, això no obstant, llançà l'obra en dos volums venuts junts per 7,50 dòlars. Goldman s'enfurismà, però no pogué forçar cap canvi. A causa, en part, de la Gran depressió, les vendes foren lentes, tot i el gran interès de les biblioteques d'arreu dels EUA. Les crítiques foren majoritàriament entusiastes; el New York Times, el The New Yorker i el Saturday Review of Literature el van llistar com un dels llibres de no-ficció més importants de l'any.
El 1933, Goldman va rebre el permís per fer una conferència als Estats Units amb la condició que parlés només de teatre i de la seva autobiografia, però no dels esdeveniments polítics del moment. Va tornar a Nova York el 2 de febrer del 1934 amb una cobertura de la premsa en general positiva (excepte les publicacions comunistes). Aviat es va veure envoltada d'admiradors i amics, i assetjada amb invitacions a converses i entrevistes. El seu visat va expirar al maig, i se'n va anar a Toronto per presentar una nova sol·licitud per a visitar els EUA. Aquest cop, però, l'autorització li fou denegada. Aleshores es va quedar al Canadà, escrivint articles per a publicacions dels EUA.
Entre febrer i març del 1936, Berkman es va sotmetre a un parell d'operacions de pròstata. Es va recuperar a Niça atès per la seva companya, Emmy Eckstein, i es va perdre el seixanta-setè aniversari de Goldman a Saint-Tropez al juny. Ella li va escriure en la tristesa, però mai va llegir la carta. A mitjanit, va rebre una trucada avisant que Berkman es trobava enfonsat en una gran angoixa. Va deixar Niça immediatament, però al matí, quan va arribar, Goldman es va trobar que ell s'hi havia disparat i es trobava en un estat de paràlisi prop del coma. Va morir l'endemà.

## Guerra Civil espanyola

Goldman va editar el butlletí en anglès de l'organització anarcosindicalista Confederació Nacional del Treball (CNT) i Federació Anarquista Ibèrica (FAI) durant la Guerra Civil espanyola.

El juliol del 1936, després d'un intent de cop d'estat perpetrat per part de l'exèrcit contra el govern de la Segona república, comença la Guerra Civil espanyola. Al mateix temps, els anarquistes espanyols inicien una revolució anarquista. Goldman vingué convidada a Barcelona i, en un instant, com li va escriure a la seva neboda, "el pes aclaparador que pressionava el meu cor des de la mort de Sasha (Alexander Berkman) em va deixar com per art de màgia". La van rebre la Confederació Nacional del Treball (CNT) i la Federació Anarquista Ibèrica (FAI) i, per primera vegada en la vida, va viure en una comunitat dirigida per anarquistes i per a anarquistes, d'acord amb els seus veritables principis. "En tota la meva vida -escrigué més tard- mai no m'havia trobat amb una càlida hospitalitat, companyonia i solidaritat com aquella." 

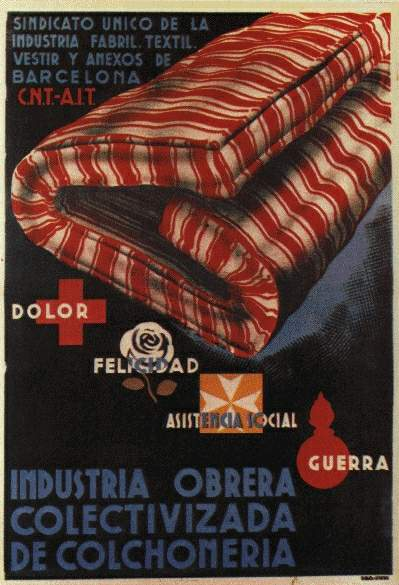
Cartell de les entitats de la indústria tèxtil col·lectivitzada. A Emma Goldman, la impressionà el grau de transformació que es va produir en els territoris en poder dels llibertaris.

 Després de recórrer una sèrie de col·lectius de la província d'Osca, li va dir a un grup de treballadors: "La vostra revolució destruirà per sempre (la idea) que l'anarquisme és sinònim de caos." Va començar a escriure al butlletí d'informació setmanal de la CNT-FAI i responia el correu en anglès.
Goldman es va començar a preocupar pel futur de l'anarquisme a l'estat espanyol quan la CNT-FAI es va unir en una coalició de govern el 1937 -en contra del principi nuclear de l'anarquisme d'abstindre's de les estructures de l'estat- i, amb pena, quan feu repetides concessions a les forces comunistes en nom de la unitat contra el feixisme. Va escriure que la cooperació amb els comunistes a Espanya era "una negació dels nostres companys en els camps de concentració de Stalin". Rússia, mentrestant, es va negar a enviar armes a les forces anarquistes, i es van iniciar campanyes de desinformació en contra dels anarquistes arreu d'Europa i dels Estats Units. Goldman va tornar a Londres com a representant oficial de la CNT-FAI amb una fe indestructible en el moviment.
Mitjançant conferències i concedint entrevistes, Goldman donà suport amb entusiasme als anarcosindicalistes de l'estat espanyol. Va escriure amb regularitat per al Freedom, un diari quinzenal centrat en la guerra civil. El maig del 1937, però, forces comandades per comunistes van atacar els centres anarquistes i van acabar amb les col·lectivitats agràries. Diaris de Gran Bretanya i altres països van acceptar la cronologia dels esdeveniments que va proporcionar la Segona república espanyola en sentit literal. Això no obstant, el periodista britànic George Orwell, present durant els fets, va escriure: "Les notícies dels disturbis del maig a Barcelona... colpegen tot allò que he vist per falsejar-ho".
Goldman va tornar a l'estat espanyol al setembre, però en aquell moment la CNT-FAI li semblà gent "en una casa en flames". Pitjor encara, anarquistes i altres radicals d'arreu del món rebutjaren de donar suport a la seva causa. Les forces franquistes van declarar la seva victòria a Espanya just abans del seu retorn a Londres. Frustrada per la repressiva atmosfera d'Anglaterra -que ella anomenava "més feixista que els feixistes"- tornà al Canadà el 1939. De tota manera, no es va oblidar del servei que va prestar a la causa anarquista de l'estat espanyol. En el seu setantè aniversari, l'exsecretari general de la CNT-FAI, Mariano Vázquez, li va enviar un missatge des de París, lloant-la per les seves contribucions i nomenant-la "la nostra mare espiritual". D'això, ella en digué "l'homenatge més bell que he rebut".

## Últims anys

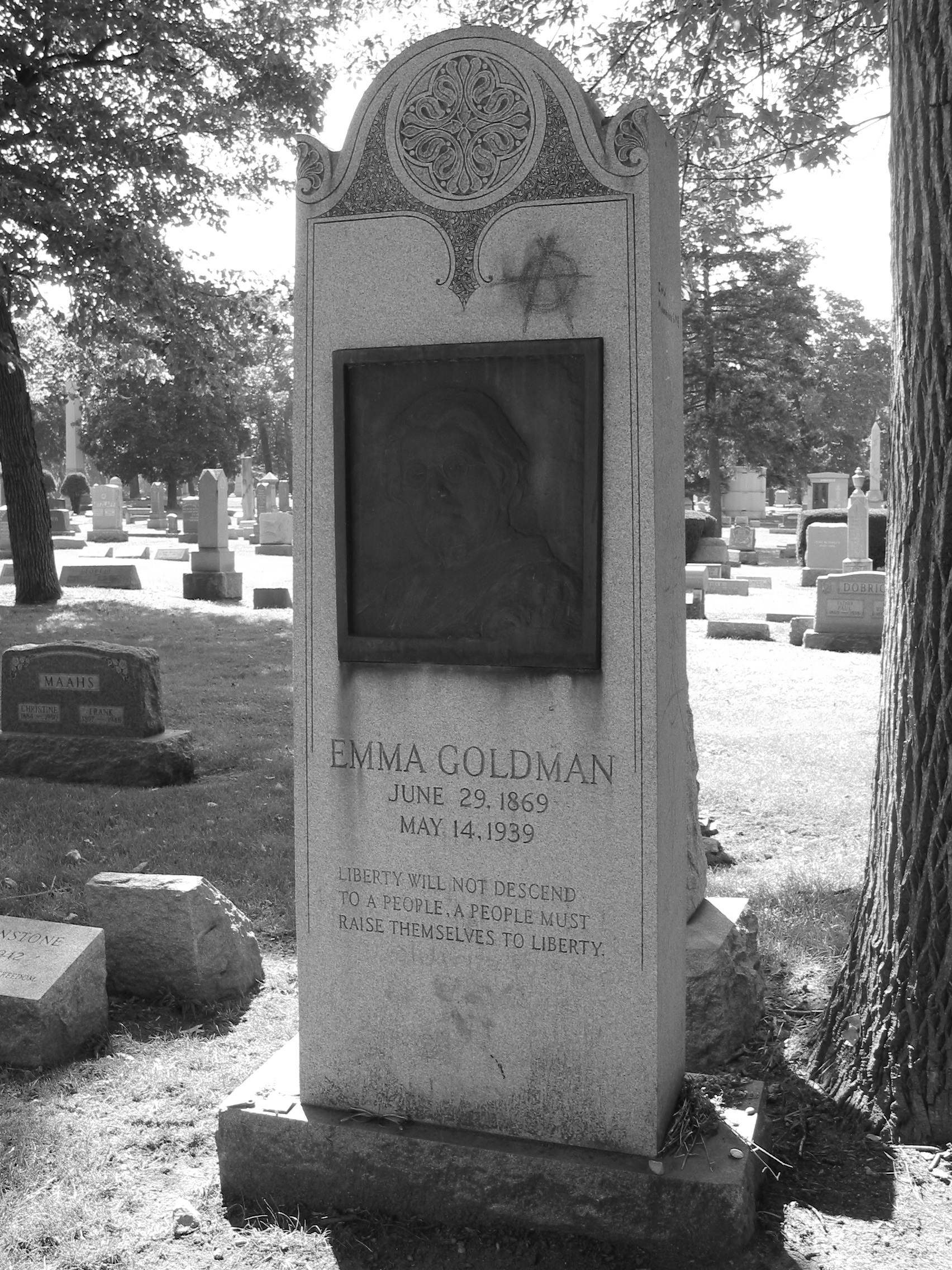
La tomba d'Emma al Forest Home Cemetery d'Illinois, prop dels anarquistes executats per la revolta de Haymarket.

A mesura que els esdeveniments que precediren la Segona Guerra Mundial s'anaven desvelant a Europa, Goldman reiterà la seva oposició a les guerres empreses pels governs.
| «                                        | Tant com detesto Hitler, Mussolini, Stalin i Franco, mai podria donar suport a una guerra en contra d'ells i per les democràcies que, en últim terme, només són feixisme disfressat. | » |
| — Emma Goldman, cita de Wexler a "Exile" | |   |

Ella sentí que Gran Bretanya i França havien perdut l'oportunitat d'oposar-se al feixisme, i que la guerra que es preparava només tindria com a resultat "un nou tipus de bogeria al món". Aquesta posició fou enormement impopular, més a mesura que els atacs de Hitler a les comunitats jueves repercutien en tota la diàspora jueva.
El 17 de febrer del 1940, Goldman pateix un accident vascular cerebral. Li va quedar paralitzat el cantó dret del cos, i tot i que la seva oïda no s'havia vist afectada, no podia parlar. Tal com un amic ho va descriure: "Només de pensar que aquí hi havia Emma, la millor oradora d'Amèrica, incapaç de dir una sola paraula". Els tres mesos següents va millorar lleugerament, va rebre visites i, en una ocasió, va assenyalar la seva llibreta d'adreces per indicar que un amic podria trobar-hi contactes per a un viatge a Mèxic. Va patir un altre accident vascular cerebral el 8 de maig i el 14 moria a Toronto, Canadà. El servei d'immigració i naturalització dels Estats Units va permetre que el seu cos retornés als EUA. Fou enterrada al German Waldheim Cemetery (actualment Forest Home Cemetery) a Forest Park (Illinois), un suburbi a l'oest de Chicago, entre les tombes d'obrers i activistes socials, inclosos aquells executats després de la revolta de Haymarket. El baix relleu en la seva làpida va ser creat per l'escultor Jo Davidson.

## Filosofia
Goldman va parlar i escriure extensament sobre una gran varietat de temes. Va rebutjar l'ortodòxia i el pensament fonamentalista, i contribuí de manera important en diversos camps de la filosofia política moderna. Estigué influenciada per molts i diversos pensadors i escriptors, inclosos Mikhail Bakunin, Henry David Thoreau, Piotr Kropotkin, Ralph Waldo Emerson, Nikolai Txernixevski, i Mary Wollstonecraft. Un altre filòsof que la va influenciar fou Friedrich Nietzsche.
| «                           | Nietzsche no era un teòric social, sinó un poeta, un rebel, un innovador. La seva aristocràcia no era de naixement ni de diners; era d'esperit. Referent a això, Nietzsche era un anarquista, i tots els veritables anarquistes eren aristòcrates. | » |
| — Emma Goldman, Living, 194 | |   |

### Anarquisme
El pensament anarquista va ocupar un lloc central en la visió que Goldman tenia del món. Avui en dia, és considerada una de les figures més importants en la història de l'anarquisme. Els seus primers escrits es remunten a la persecució d'anarquistes després de la revolta de Haymarket del 1886, moment en què ella va escriure i parlar amb regularitat en nom de l'anarquisme.
L'anarquisme de Goldman era intensament personal: creia que era necessari que els pensadors anarquistes visquessin les seves creences, demostrant les seves conviccions amb cada acció i paraula.
| «                          | No m'importa si la teoria d'un home per al futur és correcta. El que m'importa és si el seu esperit d'avui és correcte. | » |
| — Cita de Wexler, Intimate | |   |

L'anarquisme i la lliure associació foren les seves respostes lògiques als confins del control del govern i al capitalisme.
| «                          | Em sembla que aquestes són les noves formes de vida, i que ocuparan el lloc de les velles, no per predicar-les o votar-les, sinó vivint-les. | » |
| — Cita de Wexler, Intimate | |   |

Al mateix temps, creia que el moviment en nom de la llibertat humana l'ha de dur a terme éssers humans alliberats. Mentre ballava entre companys anarquistes, una nit, va ser represa per un associat per la seva actitud despreocupada. En la seva autobiografia de Goldman va escriure:
| «                      | Li vaig dir que es fiqués als seus assumptes, estava cansada que em llencessin la Causa a la cara constantment. No creia que una Causa que es mantingués per un bell ideal, per l'anarquisme, per alliberar-se de les convencions i els prejudicis, hagués de d'exigir la privació de la vida i l'alegria. Vaig insistir que la nostra Causa no podia esperar que jo em comportés com una monja i que el moviment no s'hauria de convertir en un claustre. Si és que és això el que significa, no ho vull. Vull la llibertat, el dret a expressar-me, el dret de tothom a coses belles i radiants. | » |
| — Emma Goldman, Living | |   |

### Contra el capitalisme

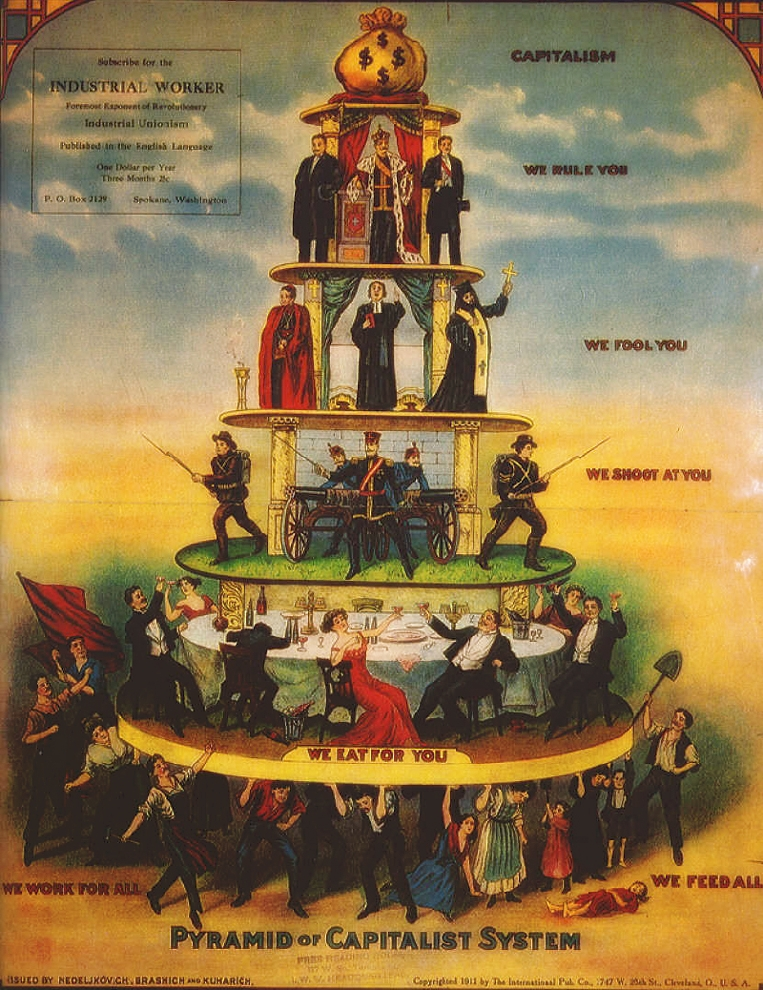
Cartell d'Industrial Workers of the World que il·lustra la piràmide d'explotació del Capitalisme.

Goldman creia que el sistema econòmic capitalista deshumanitza els treballadors, "torna el productor una mera peça d'una màquina, amb menys voluntat i decisió que el seu senyor de ferro i acer" i és hostil a la llibertat humana.
| «                         | L'única exigència que la propietat reconeix és el seu propi apetit voraç d'una major riquesa, perquè la riquesa significa poder, el poder de sotmetre, d'aixafar, d'explotar, el poder d'esclavitzar, d'ultratjar, de degradar. | » |
| — Emma Goldman, Anarchism | |   |

En un principi, es va oposar a tot el que fos menys que una revolució completa, però durant una xerrada, després que un treballador d'edat avançada i que seia a primera fila la qüestionés, es va adonar que els petits esforços de millora, com ara salaris més alts i menys hores podien ser part d'una revolució social. Pel que fa a aquest punt, Goldman va escriure en la seva autobiografia:
| «                      | Em va dir que entenia la meva impaciència amb exigències tant petites com unes poques hores menys al dia, o uns pocs dòlars més a la setmana... però què hi podien fer els homes de la seva edat? Ells, probablement, no viurien per a veure enderrocar el sistema capitalista. Renunciarien també a alliberar-se de potser dues hores al dia de la feina que odiaven? Això era tot el que podien esperar veure realitzat en la seva vida. | » |
| — Emma Goldman, Living | |   |

### Tàctiques

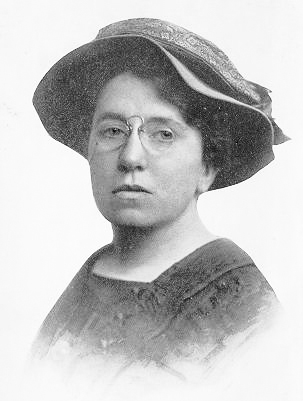
Una dels retrats més coneguts d'Emma Goldman

Entre les tàctiques que Goldman va aprovar, es trobava la violència dirigida a objectius. Al començament de la seva militància, Goldman creu que l'ús de la violència, tot i que desagradable, pot resultar eficaç per a aconseguir un bé més gran. En aquest sentit, va advocar per la propaganda de l'acció-atemptat, o la violència duta a terme per estimular les masses a la revolta. Va donar suport a l'intent del seu company Alexander Berkman de matar l'industrial Henry Clay Frick, i fins i tot li va pregar que li permetés de participar-hi. Ella creia que les accions de Frick durant la vaga de Homestead eren reprovables i que el seu assassinat produiria un resultat positiu per als treballadors. "Sí -va escriure més tard en la seva autobiografia-, el fi en aquest cas justificava els mitjans." Si bé mai no va donar la seva aprovació explícita a Leon Czolgosz en l'assassinat del president dels Estats Units William McKinley, defensava els ideals que ell tenia i creia que accions com aquella eren la conseqüència natural de les institucions repressives. Com va escriure en The Psychology of Political Violence (La psicologia de la violència política): "les forces que s'acumulen en la nostra vida social i econòmica, culminant en un acte de violència, són similars als terrors de l'atmosfera, que es manifesten en forma de tempesta i llamps".
Les seves experiències a Rússia la van portar a revisar la seva creença que un objectiu revolucionari justificava els mitjans violents. La repressió i el control autoritari de la Unió Soviètica van provocar un canvi radical en la seva perspectiva. De fet, el 1923, gairebé li havia donat la volta al seu posicionament. En l'epíleg de My Disillusionment in Russia (La meva desil·lusió amb Rússia), va escriure: "No hi ha fal·làcia més gran que la creença que els fins i objectius són una cosa, mentre que els mètodes i les tàctiques són una altra... Els mitjans emprats esdevenen, per l'hàbit individual i la pràctica social, en part integrant del propòsit final...".
No obstant això, considera l'estat com essencialment i inevitable una eina de control i dominació. Com a resultat, Goldman creu que votar és inútil en el millor dels casos i perillós en el pitjor. Votar, va escriure, proveeix la il·lusió de participació mentre oculta les vertaderes estructures de decisió. En comptes d'això, Goldman advocava per la resistència específica en forma de vagues, protestes i "acció directa contra l'autoritat invasora i que es fica amb el nostre codi moral". Mantingué la seva posició antivot fins i tot quan, el 1930, molts anarcosindicalistes van votar a favor de la formació d'una república liberal a Espanya. Goldman escrigué que cap poder en mans d'anarquistes votant en bloc s'hauria d'utilitzar en comptes de fer una vaga a tot el país. No va estar d'acord amb la mobilització pel sufragi femení, que demanava el dret de la dona a votar. En el seu assaig Woman Suffrage (El sufragi femení), ridiculitza la idea que la participació de les dones donaria a l'estat democràtic una orientació més justa: "Com si les dones no haguessin venut el seu vot, com si a les dones polítiques no se les pogués comprar!". Estava d'acord amb l'afirmació de les sufragistes que les dones són iguals als homes, però no estava d'acord que la seva participació per si sola fes l'estat més just. "Assumir, per tant, que ella tindrà èxit en la purificació d'una cosa que no pot ser purificada, és creure que té poders sobrenaturals."

### Feminisme

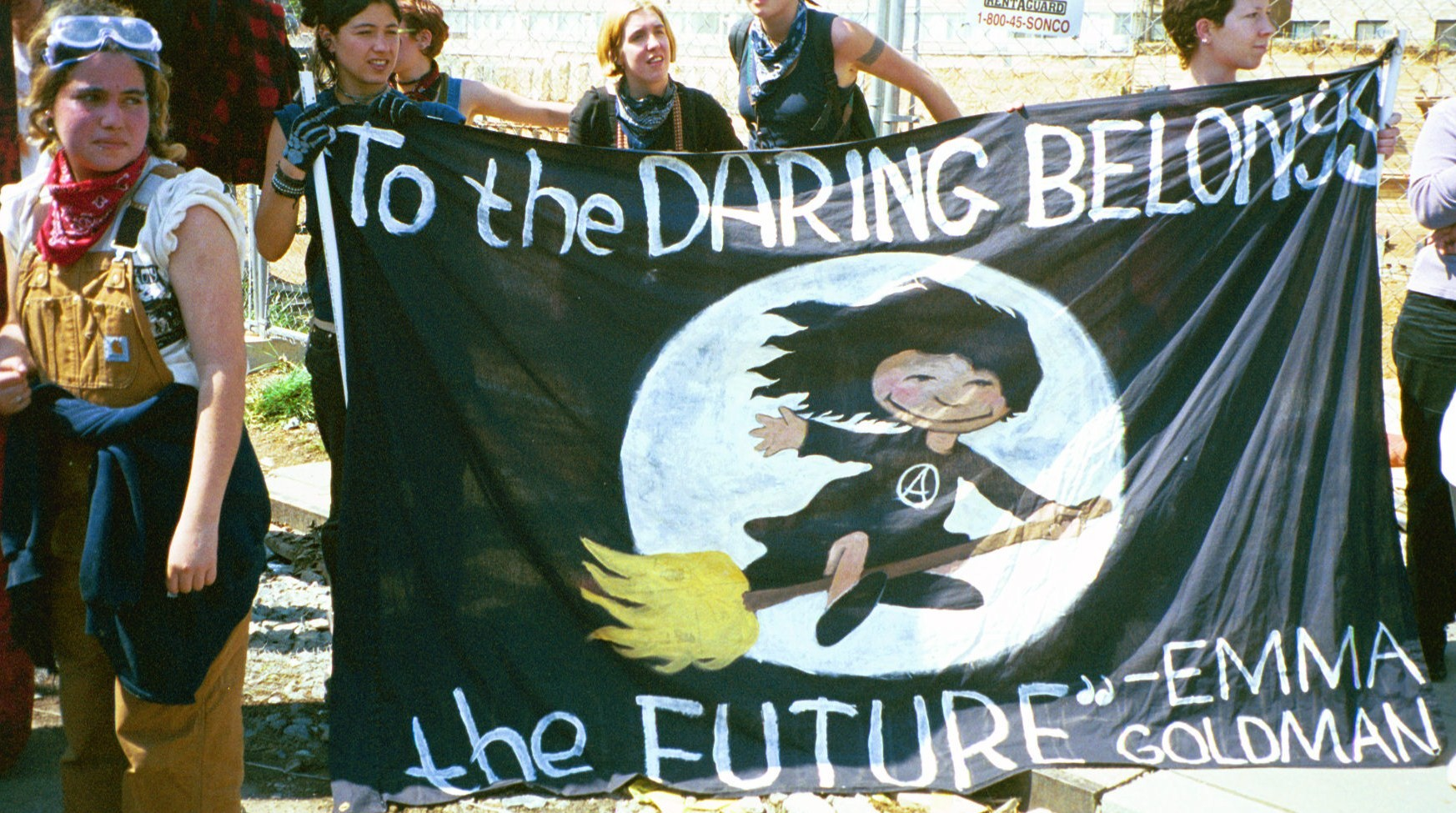
Joves anarcofeministes en una protesta antiglobalització citant Emma Goldman: "Als audaços pertany el futur"

Malgrat que era hostil als objectius del feminisme sufragista de la primera onada, Goldman defensà apassionadament els drets de les dones, i avui en dia se la considera fundadora de l'anarcofeminisme, que desafia el patriarcat com una jerarquia que s'ha de resistir juntament amb el poder de l'estat i la societat de classes. El 1897, va escriure: "Exigeixo la independència de la dona, el seu dret de mantenir-se a si mateixa, viure per a ella mateixa, estimar a qui li vingui de gust, o a tantes persones com li plagui. Exigeixo la llibertat per a tots dos sexes, la llibertat d'acció, la llibertat en l'amor i la llibertat en la maternitat".
Infermera de professió, aviat va advocar per educar les dones sobre la contracepció. Com moltes feministes contemporànies, veia en l'avortament una tràgica conseqüència de les condicions socials, i el control de la natalitat com una alternativa positiva. Goldman va ser una defensora de l'amor lliure, i una dura crítica del matrimoni. Tenia la percepció que les primeres feministes estaven limitades en el seu abast i delimitades per les forces socials del puritanisme i el capitalisme. Va escriure: "Necessitem créixer sense traves, lliures dels vells costums i tradicions. Fins ara, el moviment per l'emancipació de la dona no ha fet sinó el primer pas en aquesta direcció".

### Llibertat d'expressió
Com a anarquista, Goldman va defensar nombroses causes de drets humans, i en particular el tema de la llibertat d'expressió. Àmpliament perseguida per la seva defensa de l'anarquisme i la seva oposició a la Primera Guerra Mundial, a començaments del segle xx, Goldman era un membre actiu del moviment per la llibertat d'expressió, que veia com una necessitat fonamental per a aconseguir el canvi social. La seva franca lluita pels seus ideals, davant la persistència de les detencions, va inspirar Roger Baldwin, un dels fundadors de la Unió Americana per les Llibertats Civils (Unió americana per les llibertats civils).

### Presons
Un altre tema que Goldman va plantejar amb freqüència va ser el de la justícia penal. Era una crítica apassionada del sistema penitenciari i veia la delinqüència com una conseqüència natural d'un sistema econòmic injust. En el seu assaig Prisons: A Social Crime and Failure (Presons: crim i fracàs socials), cita nombroses vegades els autors del segle xix Fyodor Dostoevsky i Oscar Wilde, i escriu: "Any rere any, les portes de l'infern de les presons retornen al món una emancipada, deforme, amb menys voluntat, nàufraga tripulació humana, amb la marca de Caín al front, llurs esperances trencades, llurs inclinacions naturals frustrades. Sense res llevat de fam i inhumanitat per a rebre'ls, aquestes víctimes ràpidament s'enfonsen de nou en la delinqüència com l'única possibilitat d'existència."

### Homosexualitat
Goldman també va criticar obertament l'homofòbia. La seva creença que l'alliberament social s'havia de fer extensiu als homes gai i a les lesbianes era pràcticament desconeguda en la seva època, fins i tot entre anarquistes. El psicòleg i sexòleg alemany Magnus Hirschfeld escrigué que "ella va ser la primera i única dona, de fet la primera i única estatunidenca, a assumir la defensa de l'amor homosexual davant el públic en general". En nombrosos discursos i cartes, va defensar el dret de gais i lesbianes d'estimar al seu gust i va condemnar la por i l'estigma associat a l'homosexualitat. Com deia en una carta a Hirschfeld, "és una tragèdia, em sembla, que persones amb una orientació sexual diferent estiguin atrapats en un món amb tant poca comprensió per als homosexuals i tan grollerament indiferent a les diverses gradacions i variacions de gènere i la seva gran importància en la vida".

### Ateisme
Ateista compromesa, Goldman veia la religió com un altre instrument de control i dominació. En el seu assaig The Philosophy of Atheism (La filosofia de l'ateisme), cita nombroses vegades Mikhaïl Bakunin i afegeix:
| «                                         | Conscientment o inconscient, la majoria de teistes veuen en déus i dimonis, cel i infern, recompensa i càstig, un fuet per lligar les persones a l'obediència, la docilitat i l'acontentament... La filosofia de l'ateisme expressa l'expansió i el creixement de la ment humana. La filosofia de l'ateisme, si la podem anomenar "filosofia", és estàtica i fixa. | » |
| — Emma Goldman, The Philosophy of Atheism | |   |

En assaigs com The Hypocrisy of Puritanism (La hipocresia del puritanisme) i en el discurs titulat "The Failure of Christianity" (El fracàs del cristianisme), Goldman ataca les actituds moralistes de les comunitats religioses i llurs esforços per controlar el comportament humà. Culpa el cristianisme de "perpetuar una societat esclava", argumentant que dicta les accions que han d'emprendre els individus a la Terra i ofereix a la gent pobra una falsa promesa d'un futur abundós al cel. També era crítica amb el sionisme, que veia com un altre experiment fallit de control estatal.

## Llegat i influència

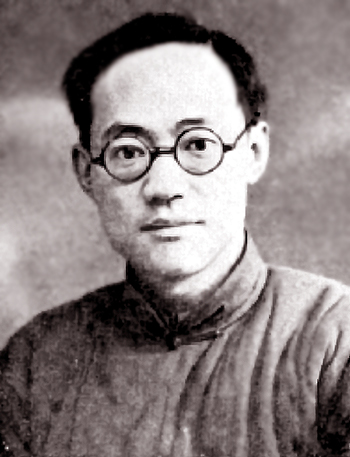
L'escriptor i llibertari xinès Ba Jin, el 1938, per a qui, des de l'adolescència, Emma Goldman fou una font d'inspiració i reflexió.

Goldman ja era ben coneguda en vida, anomenada -entre altres coses- "la dona més perillosa d'Amèrica". En la dècada del 1930, els llibres d'Emma Goldman s'havien traduït a molts idiomes i s'havia convertit en una font d'inspiració per a noves generacions d'anarquistes, radicals i revolucionaris no sols a Amèrica sinó a tot el món. El 1934, l'escriptor xinès Ba Jin va publicar el seu llibre El general (en xinès 将军) dedicat a Emma Goldman. En la seva afectuosa dedicatòria, el que seria reconegut més endavant com un dels més grans escriptors de la Xina, va reconèixer la importància d'Emma Goldman en la seva pròpia trajectòria i en les opcions que va triar, i conferí a la llibertària el mèrit d'"haver-lo despertat als 15 anys, salvant-lo d'un desastre".
Ba Jin era fill d'una important família dinàstica de la Xina, que encara conservava els hàbits feudals. Després del contacte amb els escrits d'Emma Goldman, li va escriure per exposar-li el seu propi dilema: com conciliar ser un fill d'una vella família feudal amb la seva solidaritat pel patiment de les masses? Goldman li va respondre dient que "no podem escollir el lloc en què naixem, però durant la nostra vida decidim per nosaltres mateixos la forma com volem viure. Veig que vostè té l'honestedat i l'entusiasme que tot jove rebel hauria de tenir". L'escriptor xinès seguiria mantenint correspondència amb Goldman en els anys següents, en cartes sobre diferents temes, abordant també els esdeveniments de l'època. En la seva dedicatòria, Ba Jin posà de manifest la seva admiració sincera:
| «                                  | Llavors, el 1927, a Boston, quan dos treballadors innocents foren duts per llei a la cadira elèctrica i la veu de la classe treballadora fou sufocada, li vaig exposar a vostè sincerament la meva angoixa i hi vaig cercar ajuda. Vostè em va consolar tantes vegades amb la seva amistat i encoratjament i em va ensenyar en tantes ocasions amb la seva experiència. Els seus bells escrits han estat un gran consol per a mi, quan vaig tenir l'oportunitat de llegir-los. Emma Goldman, la meva mare espiritual (permeti'm que li ho digui), vostè és una filla dels somnis (com abans l'anomenà L. P. Abbot). | » |
| — Ba Jin , 将军 (El general), 1934 | |   |

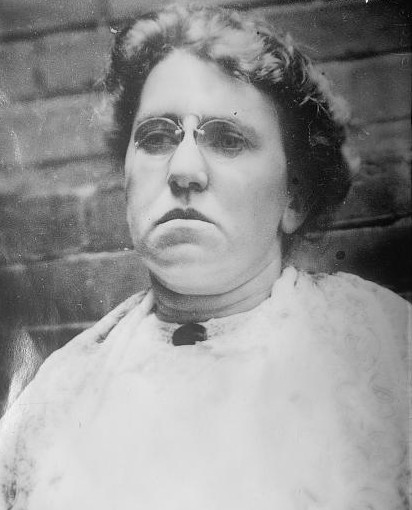
Imatge de Goldman que s'ha reproduït en innombrables parets, roba, adhesius i cartells com una icona de la llibertat.

Després de la seva mort i a mitjans del segle xx, la seva fama es va esvair. Erudits i historiadors de l'anarquisme la veien com una gran oradora i activista, però no la consideraven una pensadora filosòfica o teòrica com, per exemple, Kropotkin.
El 1970, Dover Publications va reeditar la biografia de Goldman, Living My Life (Vivint la meva vida) i, el 1972, l'escriptora feminista Alix Kates Shulman va publicar una selecció de textos i discursos de Goldman, Red Emma Speaks (Discursos d'Emma, la Roja). Aquestes obres van portar la vida i textos de Goldman a un gran públic, i ella en particular es feu famosa pel moviment feminista del final del segle xx. El 1973, un pintor va demanar a Shulman una cita de Goldman per utilitzar-la en una samarreta. Shulman li envià un extracte de Living My Life sobre "el dret a la lliure expressió, el dret de tots a les coses belles i radiants"; el pintor en va fer una paràfrasi que ha esdevingut una de les cites de Goldman més famoses, tot i que probablement mai no la va dir o escriure en aquests termes: "Si no puc ballar, no vull ser en la teva revolució". Han aparegut variacions d'aquestes paraules en milers de samarretes, botons, cartells, adhesius, tasses, gorres i altres articles. En Living My Life, Goldman relata que la van esbroncar per ballar, perquè "ballar no li correspon a un agitador". Més tard va escriure:
| «                       | No creia que una Causa que es mantingués per un bell ideal, per l'anarquisme, per alliberar-se de les convencions i els prejudicis, hagués de d'exigir la privació de la vida i l'alegria. Vaig insistir que la nostra Causa no podia esperar que jo em comportés com una monja i que el moviment no s'hauria de convertir un claustre. Si és que és això el que significa, no ho vull. | » |
| — Cita de Wexler, Exile | |   |

### Organitzacions

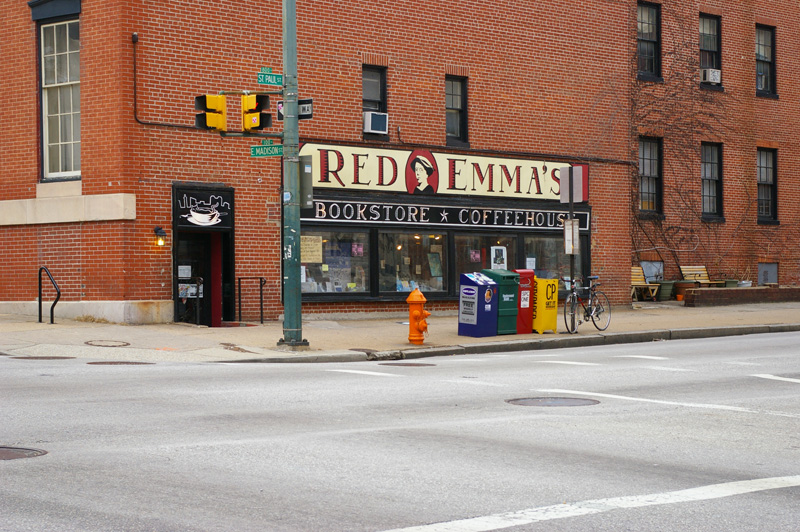
La façana de la llibreria "Infoshop" Red Emma's Bookstore Coffeehouse a Baltimore.

Algunes organitzacions duen el seu nom en la seva memòria, com ara l'Emma Goldman Clinic, un centre de salut per a dones situat a Iowa City (Iowa), que va adoptar-ne el nom "en reconeixement del seu esperit de desafiament", o el Red Emma's Bookstore Coffeehouse, un local d'informació política d'un casal o centre social okupat a Baltimore, que va adoptar el seu nom per la creença "en les idees i ideals pels quals va lluitar durant tota la seva vida: la llibertat d'expressió, la igualtat sexual i ètnica i la independència, el dret a organitzar-nos en els nostres llocs de treball i en les nostres pròpies vides, les idees i els ideals pels quals continuem lluitant, fins i tot avui dia".

### Teatre i cinema
S'ha representat Emma Goldman en nombroses obres de ficció, la més notable de les quals potser és la de Maureen Stapleton, que va guanyar un Oscar pel seu paper de Goldman en la pel·lícula de Warren Beatty Reds (Rojos). També ha esdevingut un personatge en dos musicals de Broadway: Ragtime i Assassins. Entre les obres que representen la vida de Goldman, podem trobar: Emma de Howard Zinn; Mother Earth de Martin Duberman (1991); Emma Goldman: Love, Anarchy, and Other Affairs de Jessica Litwak (sobre la relació de Goldman amb Berkman i la seva detenció en relació amb l'assassinat del president McKinley); Love Ben, Love Emma de Lynn Rogoff (sobre la relació de Goldman amb Reitman); o Red Emma de Carol Bolt.

### Música i literatura
La novel·la Red Rose d'Ethel Mannin (1941) està basada en la vida de Goldman.
Emma Goldman és una de les personalitats històriques presents en el videoclip Smash It Up de la banda sueca The (International) Noise Conspiracy. En el videoclip de la cançó Capitalism Stole My Virginity d'aquesta mateixa banda, apareix una altra referència a Emma Goldman en mostrar a l'inici del videoclip la famosa frase "si no puc ballar no és la meva revolució".
El grup de música valencià ZOO fa referència a Emma Goldman a la cançó Corbelles de l'àlbum Tempestes vénen del Sud llançat l'any 2014.

## Obres
Goldman fou una autora prolífica, i escrigué innombrables pamflets i articles sobre una àmplia gamma de temes. També és autora de 6 llibres, incloent-hi la seva autobiografia Living My Life (Vivint la meva vida), i una biografia del també anarquista Voltairine de Cleyre.

### Llibres d'Emma Goldman
- Anarchism and Other Essays. New York: Mother Earth Publishing Association, 1910.
- The Social Significance of the Modern Drama. Boston: Gorham Press, 1914.
- My Disillusionment in Russia. Garden City, New York: Doubleday, Page and Co., 1923.
- My Further Disillusionment in Russia. Garden City, New York: Doubleday, Page and Co., 1924.
- Living My Life. New York: Knopf, 1931.
- Voltairine de Cleyre. Berkeley Heights, N.J.: Oriole Press, 1932.

### Col·leccions editades
- Red Emma Speaks: Selected Writings and Speeches. New York: Random House, 1972. ISBN 0-394-47095-8
- Emma Goldman: A Documentary History Of The American Years, Volume 1 – Made for America, 1890–1901. Berkeley: University of California Press, 2003. ISBN 0-520-08670-8.
- Emma Goldman: A Documentary History Of The American Years, Volume 2 – Making Speech Free, 1902–1909. Berkeley: University of California Press, 2004. ISBN 0-520-22569-4.